# Mercedes AMG F1
La Mercedes AMG F1 è una scuderia tedesca di Formula 1 con sede a Brackley, nel Regno Unito, sezione sportiva della casa automobilistica Mercedes. Dal 2023 viene iscritta al campionato mondiale di Formula 1 con il nome di Mercedes-AMG PETRONAS F1 Team, in base all'accordo di sponsorizzazione con l'azienda malese Petronas iniziato nel 2010.
La Mercedes partecipò vittoriosamente al campionato mondiale di Formula 1 nel biennio 1954-1955 ottenendo due titoli mondiali piloti prima di ritirarsi. È poi ritornata in Formula 1 come fornitore di motori dal 1993.
La scuderia è stata rifondata il 16 novembre 2009, quando la Daimler AG, in collaborazione con Aabar Investments, ha acquistato il 75,1% della Brawn GP (Mercedes: 45,1%; Aabar: 30%) e nel giro di pochi anni si è imposta come una delle squadre più vittoriose della storia della Formula 1, raggiungendo un totale di 8 titoli costruttori e di 9 titoli piloti. Nel 2011 è stato comunicato che le due società hanno acquistato anche la restante parte del pacchetto azionario posseduto da Ross Brawn.
Il 19 novembre 2012 la Daimler AG conferma di essere divenuta l'unica proprietaria della squadra, avendo rilevato il restante 40% delle quote precedentemente appartenute ad Aabar Investments.
Il 19 dicembre 2020 la proprietà della squadra viene divisa in tre parti uguali tra la Daimler AG, Ineos e Toto Wolff.

## Storia

### L'esordio, il biennio d'oro e il ritiro (1954-1955)
Pur avendo una lunga storia come costruttore nelle competizioni automobilistiche, la prima partecipazione della Mercedes al campionato mondiale di Formula 1 fu limitata alle stagioni 1954 e 1955, dove ottenne risultati eccellenti. 

#### 1954

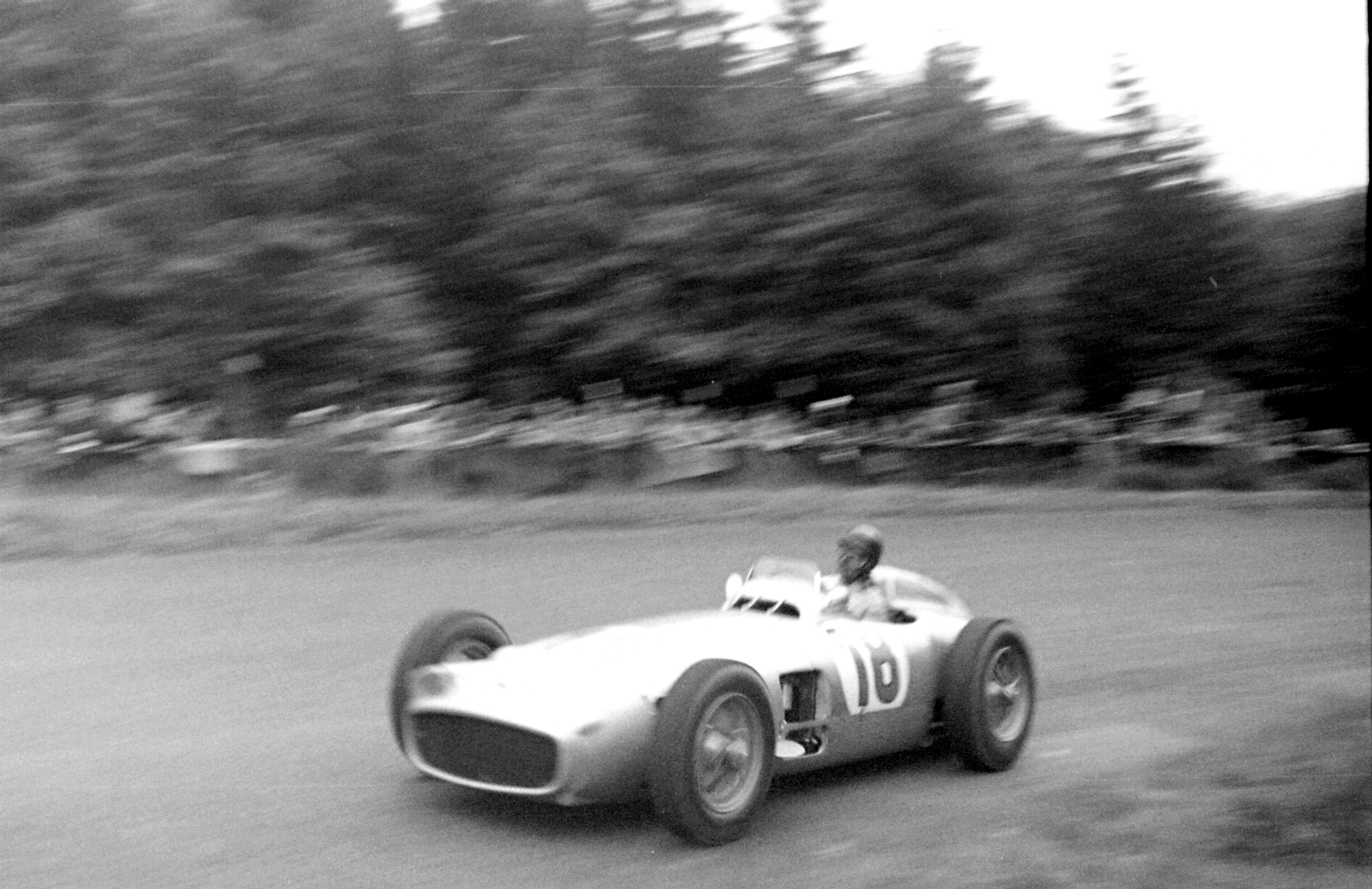
Juan Manuel Fangio, due volte campione del mondo con Mercedes, al volante della W 196 R nel Gran Premio di Germania 1954.

Nel 1954 viene ingaggiato il campione del mondo Juan Manuel Fangio, che a inizio stagione ha corso con la Maserati, al quale vengono affiancati due piloti teutonici: Karl Kling e Hans Herrmann (una quarta vettura per Hermann Lang, anch'egli tedesco, verrà approntata solo nel Gran Premio di Germania). Nel Gran Premio d'esordio, in Francia, quarta gara della stagione, l'argentino conquista pole e vittoria, Kling giunge secondo sia in prova che in gara, mentre Herrmann conquista il gpv. Per una casa all'esordio vittoria, doppietta, pole e gpv è un record condiviso solo dall'Alfa Romeo. Fangio nella stagione conquista altre tre affermazioni (Germania, Svizzera e Italia), tre pole e due gpv, a cui si aggiunge un gpv di Kling. Fangio vince il mondiale piloti per la seconda volta (ed è l'unico ad averlo fatto correndo nella stagione con due costruttori diversi) e la Mercedes conquista ben 7 podi.

#### 1955
Nel 1955 a Fangio viene affiancato Stirling Moss. Il dominio della casa tedesca è ancora impressionante: Fangio vince in Argentina, Belgio, Olanda e Italia, mentre Moss vince il Gran Premio di Gran Bretagna. Vengono conquistate 4 pole, 5 gpv, 10 podi, con doppiette in Belgio, Olanda e a Monza. In Gran Bretagna sono monopolizzate le prime tre posizioni della classifica. Fangio ovviamente è ancora una volta, la terza, campione del mondo piloti, mentre Moss chiude secondo. Al termine della stagione, in seguito al disastro di Le Mans, la casa di Stoccarda decide per il ritiro dalla F1 con uno score di nove vittorie su 12 gare, 8 pole, 9 giri più veloci, 17 podi, 5 doppiette. In ognuno dei 12 Gran Premi (tranne quello di Spagna nel 1954) ha conquistato la vittoria o, almeno, la pole position. Nelle gare fuori campionato la Mercedes conquista il Gran Premio di Berlino 1954 con Kling, il Gran Premio Città di Buenos Aires 1955 con Fangio, tra l'altro le uniche a cui partecipa. Nelle due stagioni vengono alternati il modello W 196 R e il W 196 R Tipo Monza, quest'ultimo a ruote coperte. Il motore è l'M196, alquanto rivoluzionario. Possiede valvole desmodromiche e ha un'angolazione di 70°. Integra un sistema di iniezione diretta scaricando una potenza di 260 cv, a 8500 giri/minuto.

### Il rientro da motorista (1993-oggi)

#### Collaborazione con Sauber e McLaren e i primi successi (1993-1997)
Dal 1993 la Mercedes rientra nella F1 come sponsor della scuderia elvetica Sauber, grazie alla collaborazione con la compagnia specializzata britannica Ilmor Engineering, acquisita dalla casa di Stoccarda nello stesso anno. La Ilmor aveva già esordito in F1 negli anni precedenti motorizzando la Leyton House nel 1991, poi la March e la Tyrrell. C'è da dire comunque che nel 1993 i propulsori utilizzati dal team svizzero sono denominati "Sauber".
L'esordio avviene nel Gran Premio del Sudafrica, dove Karl Wendlinger conquista due punti iridati; la Sauber C12 presenta su entrambe le fiancate la stella a tre punte simbolo di Mercedes. Il campionato successivo vede quindi il ritorno della azienda tedesca come motorista dopo quasi quarant'anni, grazie all'accordo di fornitura raggiunto con la Sauber stessa.
Nel 1995 la Mercedes inizia la partnership con la McLaren, terminata nel 2009, quando la Mercedes-Benz annuncerà l'acquisizione della maggioranza della scuderia Brawn GP, che diventa Mercedes GP a partire dal 2010. Contestualmente, la Mercedes cederà gradualmente la propria quota alla McLaren e continuerà a fornire i motori gratuitamente fino al 2014.
La prima vittoria viene ottenuta con David Coulthard nel Gran Premio d'Australia 1997, prima gara di quella stagione, seguita da altri 2 successi sempre di Coulthard nel Gran Premio d'Italia e di Mika Häkkinen nel Gran Premio d'Europa.

#### La doppietta di Häkkinen e la sfida con la Ferrari (1998-2007)

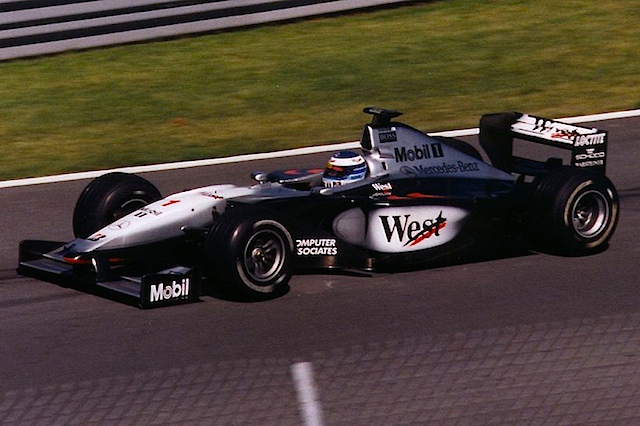
Mika Häkkinen sulla McLaren MP4/14 motorizzata Mercedes, con cui colse l'iride nel.

Le stagioni migliori della casa tedesca sono il 1998 e 1999 in cui Mika Häkkinen conquista il titolo piloti con la McLaren-Mercedes, condito dal titolo costruttori nel 1998. Nel 2000 il finlandese sarà secondo dietro a Michael Schumacher, mentre nel 2001 il vice-campione sarà Coulthard. In quattro stagioni la Mercedes, come motorista, conquista 27 vittorie, 32 pole e 36 giri veloci.
Il triennio 2002-2004 è avaro di risultati con sole 4 vittorie, 3 pole e 7 giri veloci, anche se nel 2003 Kimi Räikkönen è in grado di insidiare il titolo di Schumacher fino all'ultima gara.
Intanto, dopo l'acquisizione da parte del gruppo DaimlerChrysler di un controllo azionario della Ilmor nel dicembre 2002, quest'ultima ha mutato il proprio nome in Mercedes-Ilmor Ltd., dopo aver attraversato una profonda crisi di risultati dovuta anche alla morte nel 2001 di Paul Morgan, uno dei due fondatori.

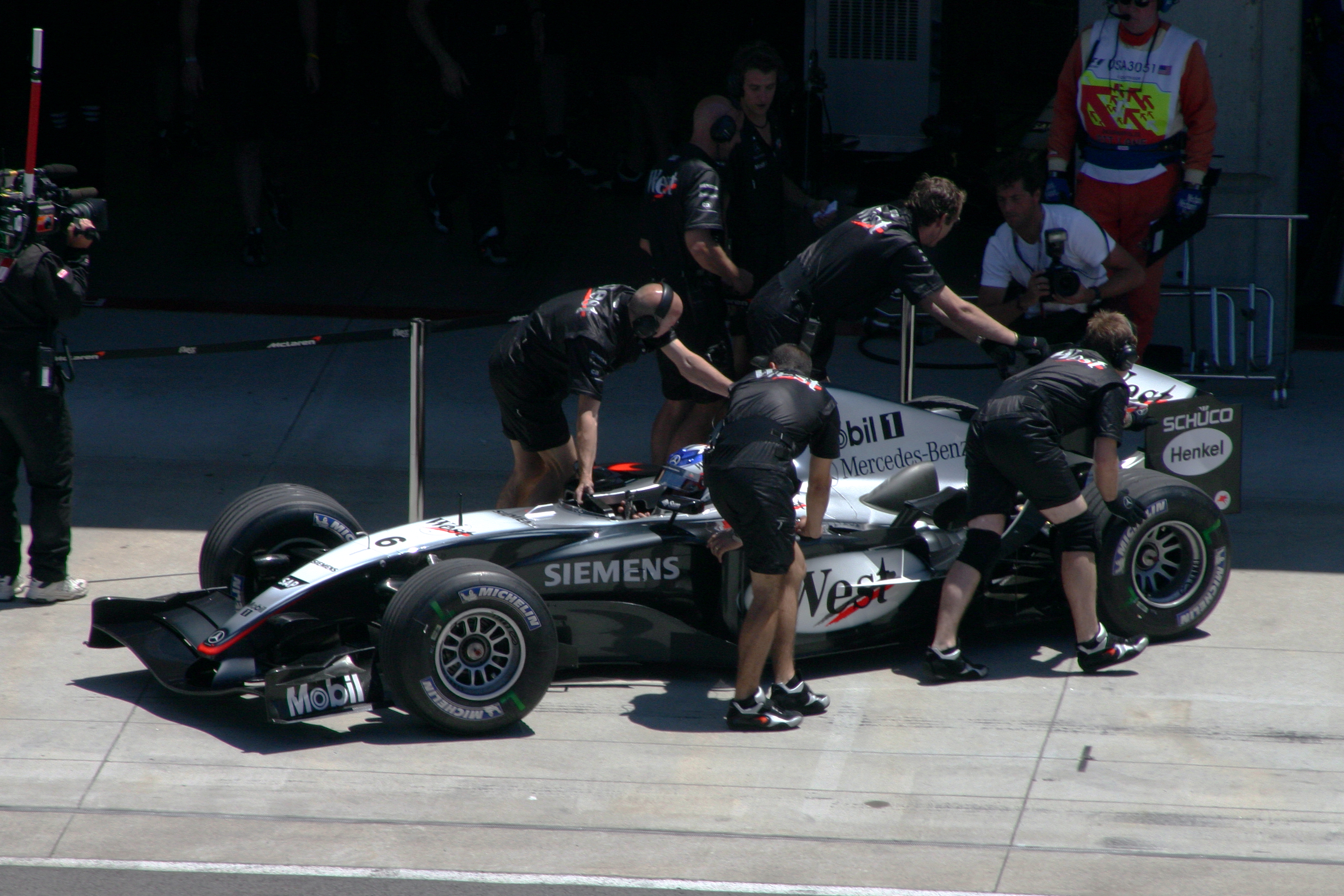
La McLaren MP4-19 motorizzata Mercedes di Räikkönen del 2004.

Nel 2005 è stata decisa la divisione della società attraverso la vendita ai restanti azionisti (Penske, Mario Illien e gli eredi di Paul Morgan) dello Special Project Group e della controllata americana Ilmor Engineering Inc. che gestiscono motori per le serie americane IRL e NASCAR. Mario Illien segue questi progetti anche se si parlò di un suo ritorno alla F1 nel 2008 con il marchio Ilmor.
Alla fine di settembre 2005 il dipartimento di Formula 1 della Mercedes-Ilmor è stato quindi separato dal resto della Ilmor e ha preso il nome di Mercedes-Benz High Performance Engines Ltd., sempre con sede a Brixworth in Inghilterra.
Nello stesso anno la Mercedes conquista 10 vittorie e Räikkönen è nuovamente vice-campione del mondo.
Dopo un deludente 2006, con nessuna vittoria, per la prima volta dal 1996, la coppia Alonso-Hamilton vince ben 8 gare nel 2007, non riuscendo però a conquistare l'iride che, per 1 solo punto, va a Räikkönen, passato alla Ferrari. La stagione è però segnata più che dai risultati sportivi da una controversia tra McLaren-Mercedes e Ferrari, con la scuderia italiana che accusò l'avversaria di spionaggio industriale. A seguito di due udienze e di una riunione del Consiglio Automobilistico Mondiale viene appurato che McLaren utilizzò a proprio vantaggio informazioni riservate sulla Ferrari F2007: la scuderia viene, pertanto, squalificata dal mondiale costruttori (vennero invece conservati i punti ottenuti dai piloti, che tuttavia, come detto in precedenza, non bastarono né a Hamilton né ad Alonso per vincere il titolo).
Tra le tecnologie che Mercedes/Ilmor sfruttò per portare al più elevato livello possibile le prestazioni vi fu l'uso del berillio come parte delle leghe per la costruzione del monoblocco del motore. Per il rischio di tossicità di quel materiale, dal 2007 ne fu proibito l'uso.

#### Il doppio mondiale con la McLaren di Hamilton e la Brawn di Button (2008-2009)

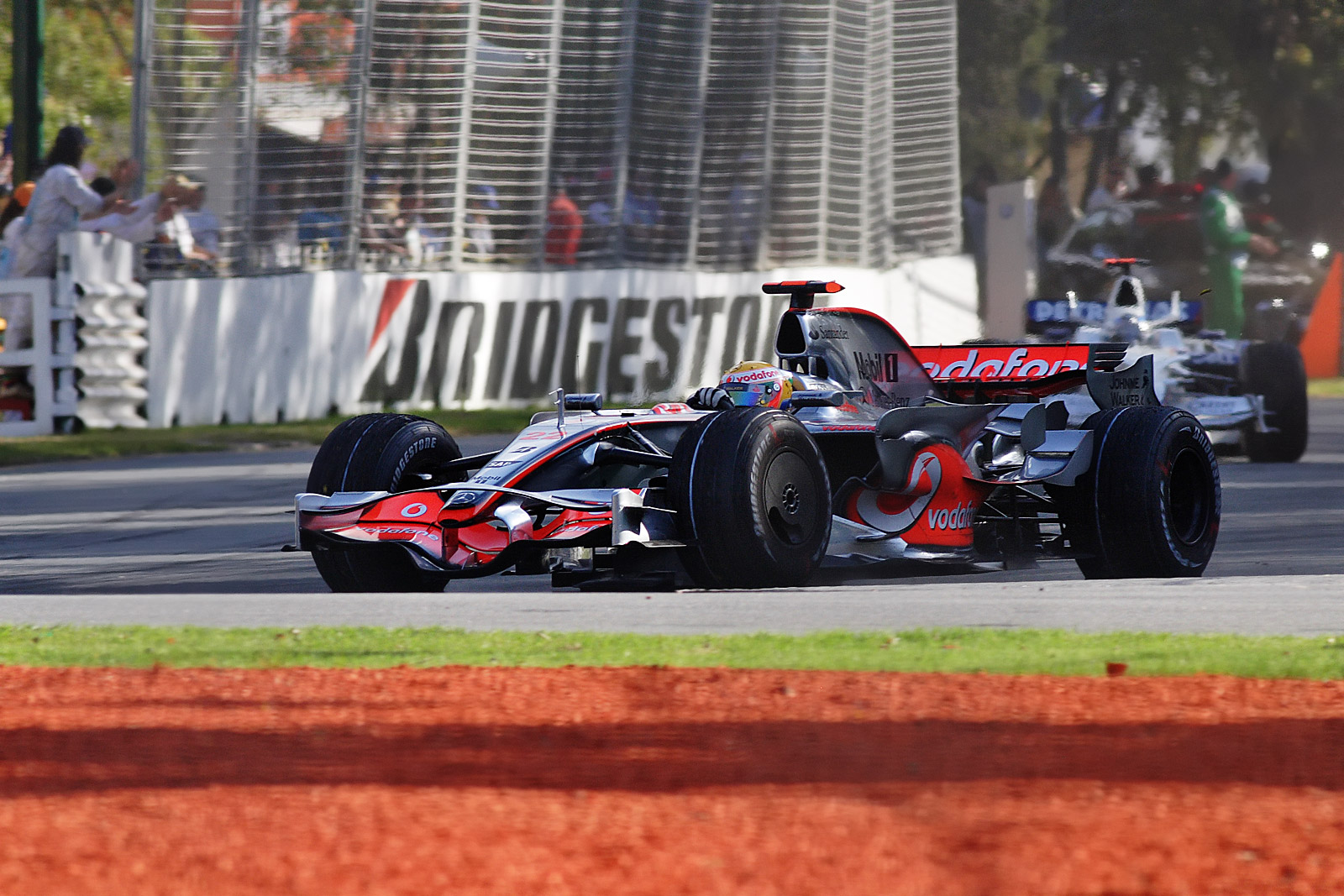
Hamilton con la McLaren-Mercedes, campione del Mondo nel 2008.

Nel 2008 Lewis Hamilton si rifà vincendo il titolo piloti e riportando così la stella a tre punte al titolo dopo 10 stagioni. Nel 2009 la Mercedes fornisce per la prima volta motori a più scuderie: oltre alla McLaren anche alla Force India e alla Brawn.

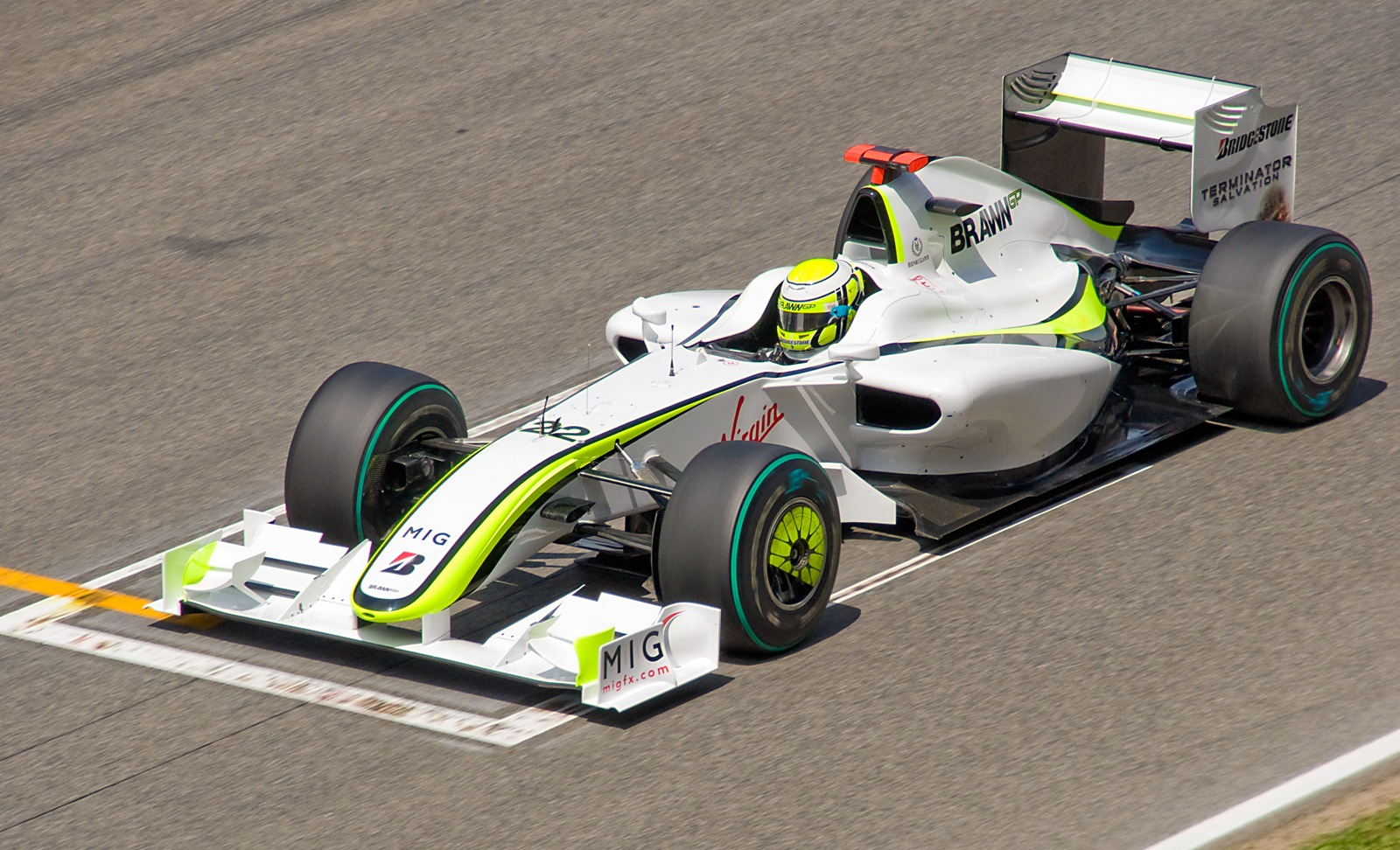
Jenson Button con la Brawn-Mercedes, campioni del Mondo nel 2009.

La Brawn è la sorpresa dell'anno: vince il titolo piloti con Jenson Button e quello costruttori con 8 vittorie, 5 pole e 4 gpv. Anche la McLaren si difende con 2 vittorie e 4 pole, mentre la Force India conquista la sua prima pole e il suo primo gpv. Al termine della stagione l'azienda di Stoccarda decide di rompere la partnership con la McLaren, interrompendo il rapporto che durava dal 1995: le due scuderie si accordano, comunque, per la fornitura dei motori fino al 2014, con una progressiva riacquisizione da parte della McLaren del 40% della società detenuto da Mercedes-Benz. Fu a seguito di tale disimpegno che Mercedes rilevò la Brawn GP neo-campione del mondo, andando a costituire una propria scuderia a quasi cinquant'anni dall'ultimo Gran Premio a cui prese parte una freccia d'argento.

#### Collaborazione con altre scuderie (2010-oggi)

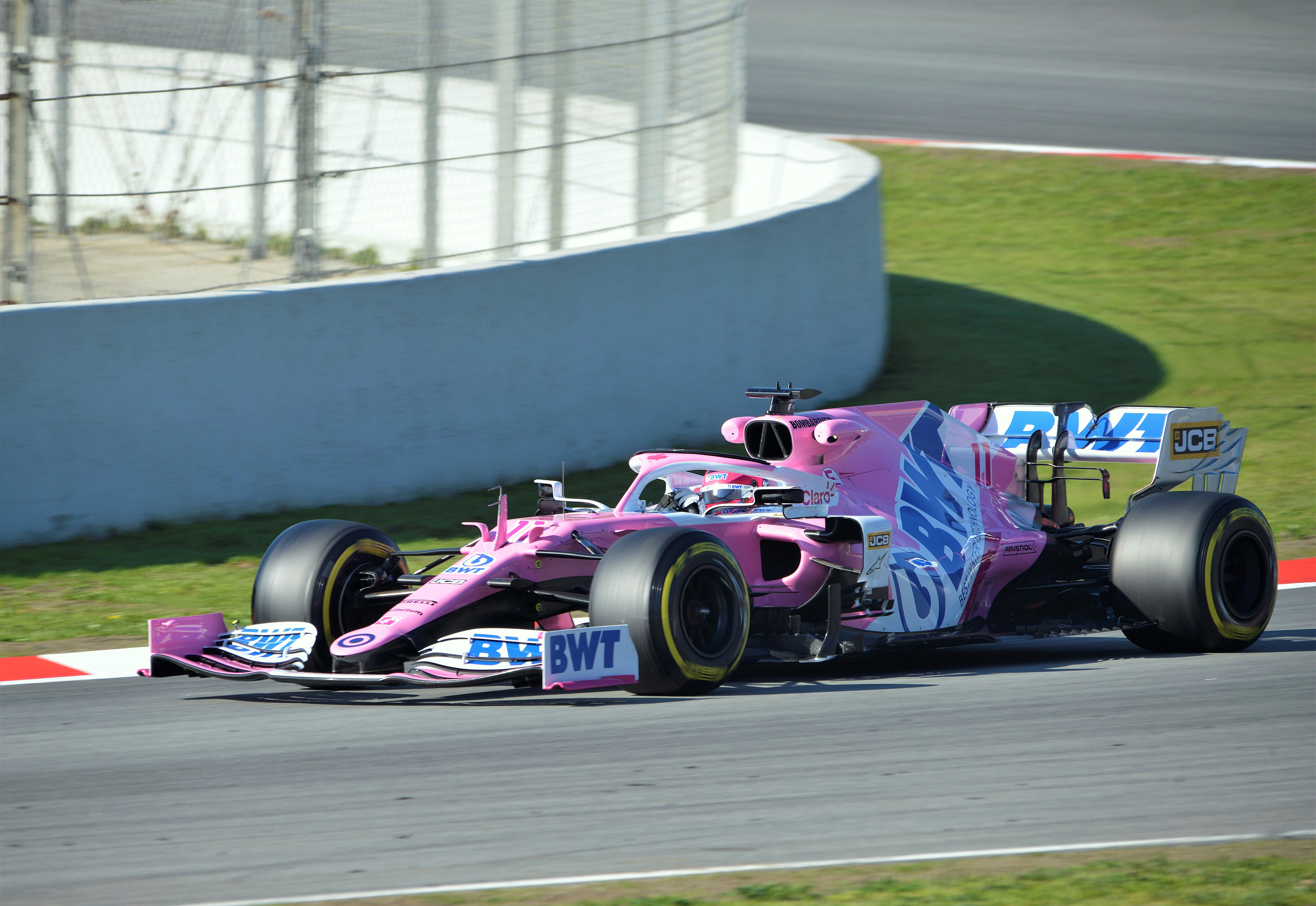
La Racing Point RP20 motorizzata BWT Mercedes di Sergio Pérez, vincitrice del Gran Premio di Sakhir 2020.

Oltre a Brawn (per il solo 2009) e Force India (dal 2009 al 2018), nel corso degli anni Mercedes ha collaborato con la Lotus nel 2015 e con la Manor nel 2016. Inoltre fornisce i motori alla Williams a partire dal 2014 e alla Racing Point (erede della Force India) dal 2019 al 2020, ribattezzati BWT Mercedes per motivi di sponsorizzazione; quest'ultima collaborazione prosegue anche a seguito del cambio di denominazione del team di Lawrence Stroll in Aston Martin, a partire dal 2021. Dallo stesso anno inoltre la Mercedes ha ripreso la collaborazione con la McLaren, interrotta nel 2014. Dal 2026 sarà anche fornitore per il team francese dell'Alpine.

### Il ritorno come costruttore (2010-oggi)

#### Periodo di transizione (2010-2013)
Il 16 novembre 2009 Ross Brawn rende noto di aver ceduto la maggioranza della Brawn GP, il team che nel 2009 aveva vinto sia il campionato costruttori che quello piloti, con Jenson Button.
La scuderia viene acquisita dalla Daimler AG, che adesso ne possiede il 45,1% ed è socio di maggioranza, nonché owner del team. Pertanto la scuderia assume il nome di Mercedes GP. Aabar Investments, società che è partner ufficiale della Daimler, ne controlla il 30%. Ross Brawn è socio di minoranza e team principal della scuderia con una proprietà del 20,9%, mentre Nick Fry possiede il 4%. La casa tedesca poi conferma l'allungamento dell'accordo per la fornitura dei motori alla McLaren fino al 2015, nell'ambito di una progressiva uscita dal capitale societario dell'azienda diretta da Ron Dennis. Tale fornitura si interrompe con un anno di anticipo, alla fine del 2014.
Il 21 dicembre 2009 viene annunciato un accordo di sponsorizzazione da 60 milioni di dollari a stagione con la compagnia malese Petronas, che porta a una ridenominazione della scuderia in Mercedes GP Petronas F1 Team.

##### 2010

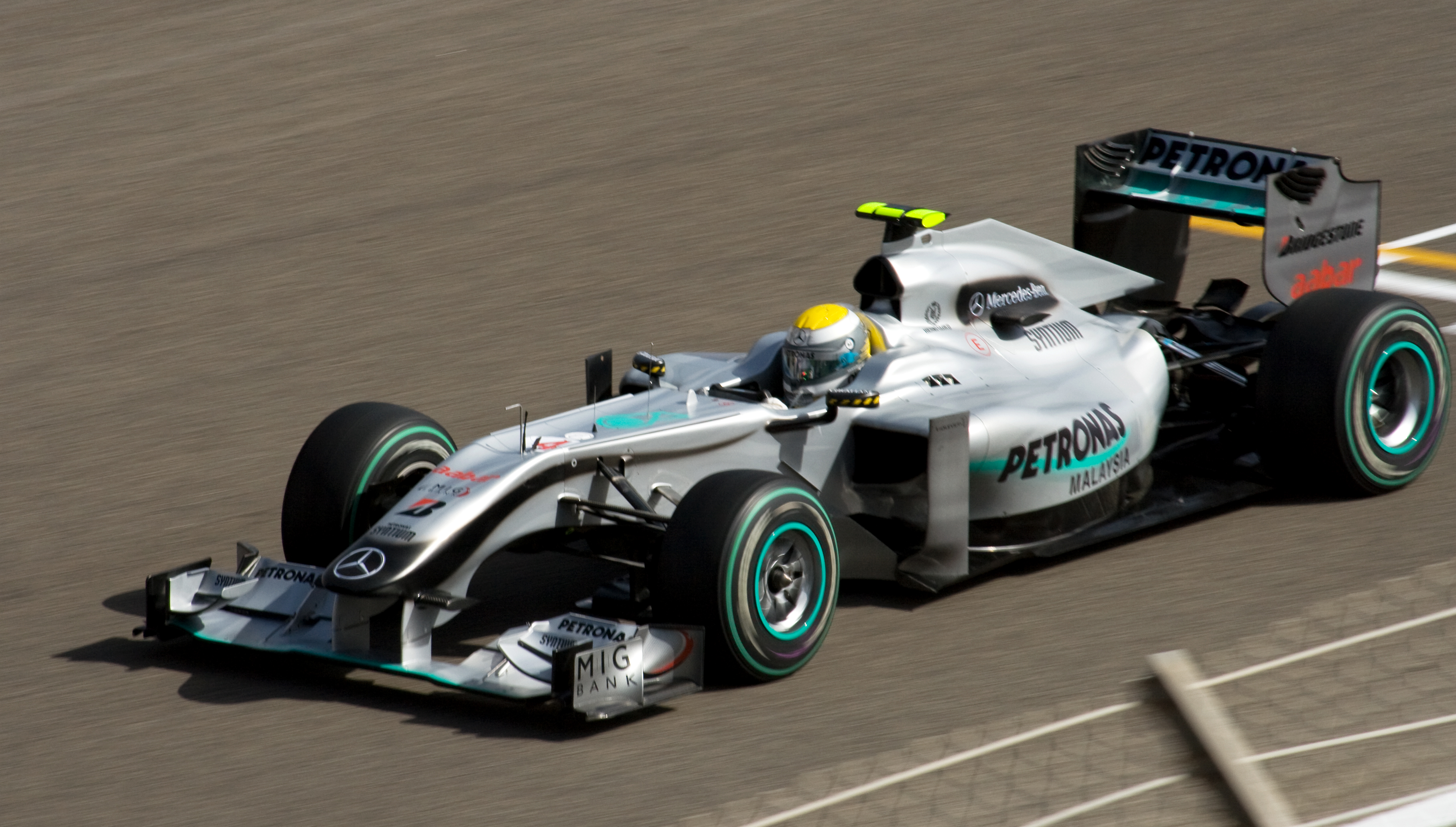
La Mercedes MGP W01 di Rosberg nel 2010.

La Mercedes-Benz aveva già scelto Nico Rosberg come pilota per il mondiale 2010. Il 23 dicembre 2009 la Mercedes GP ha annunciato ufficialmente l'ingaggio di Michael Schumacher. Il tedesco ha firmato un contratto di durata triennale.
Il 1º febbraio 2010 la nuova Mercedes-Petronas, denominata Mercedes MGP W01, viene presentata a Valencia per i primi test stagionali.
La stagione 2010 si apre il 14 marzo con il Gran Premio del Bahrein, dove la scuderia tedesca riesce a concludere al 5º posto con Rosberg e con Schumacher subito dietro. Il team termina la stagione al 4º posto nel mondiale costruttori con 214 punti conquistando nell'arco della stagione tre podi, tutti con Nico Rosberg in Cina, Malesia e in Gran Bretagna. Mentre per quanto riguarda il campionato piloti Rosberg termina la stagione al 7º posto con 142 punti, mentre Schumacher, alla sua 1ª stagione dal ritorno in Formula 1, al 9º posto con 72 punti.

##### 2011

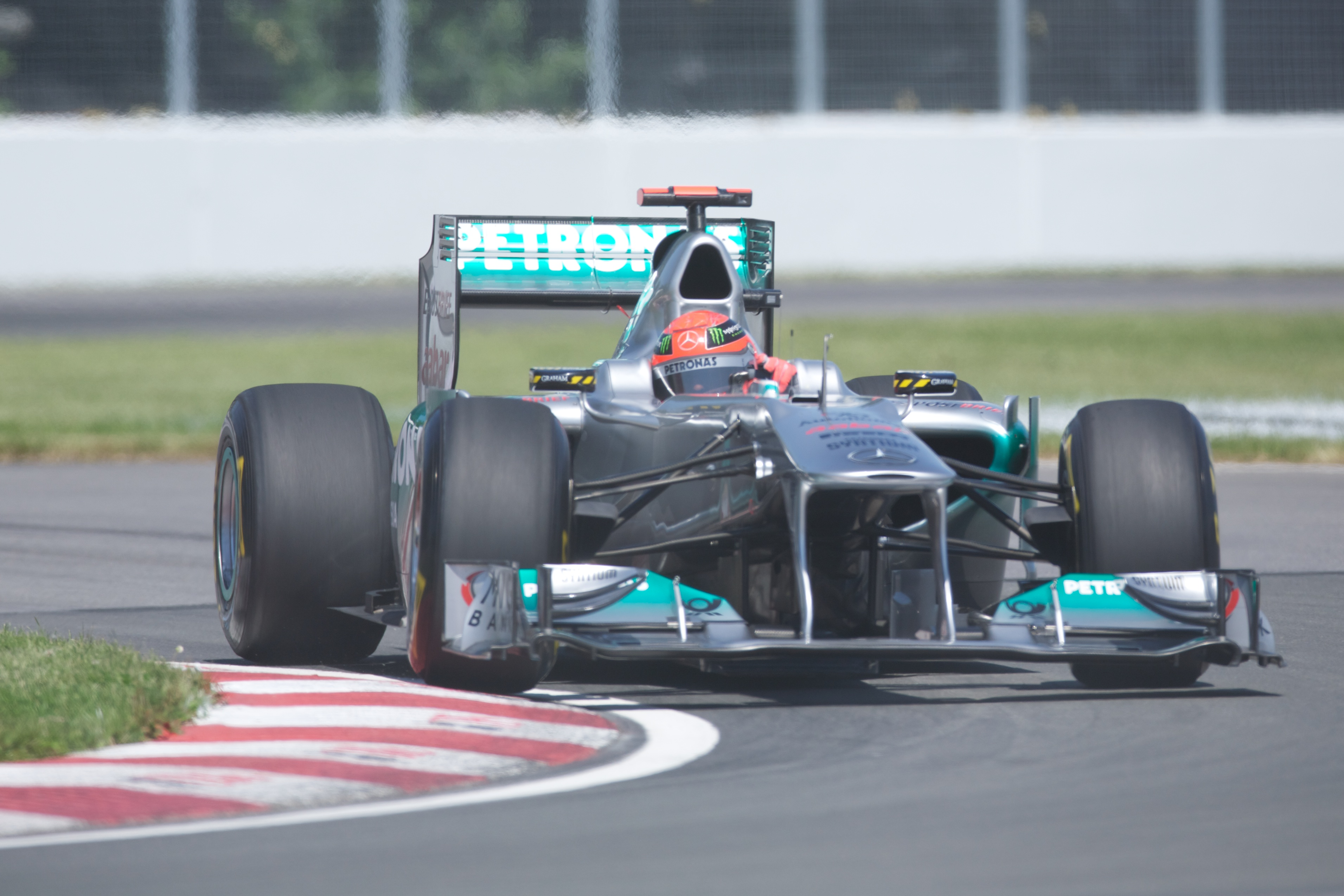
Michael Schumacher alla guida della W02 durante il Gran Premio del Canada 2011.

La Mercedes, per il campionato 2011, ha confermato i piloti della scorsa stagione, ossia Michael Schumacher e Nico Rosberg. La nuova vettura, invece, si chiama Mercedes MGP W02.
Il 18 febbraio Bob Bell è stato nominato nuovo Direttore Tecnico della Mercedes GP insediandosi il 1º aprile a campionato già in corso.
Il 30 settembre il team annuncia l'arrivo di due nuovi tecnici: Aldo Costa che dal 1º dicembre è responsabile della Progettazione e Sviluppo nel ruolo di Direttore dell'Ingegneria, e Geoff Willis che dal 17 ottobre, nel ruolo di Direttore della Tecnologia, è a capo dell'aerodinamica, dinamica del veicolo, simulazione e sistemi di controllo.
La squadra conclude la stagione al quarto posto con 165 punti ma non conquista alcun podio, ottenendo come miglior piazzamento un 4º posto di Schumacher in Canada. Per quanto riguarda il campionato piloti Rosberg termina per il 3º anno di fila la stagione al 7º posto con 89 punti, mentre Schumacher termina la stagione alle spalle di Rosberg con 76 punti.
Il nome del team utilizzato dal 2012 al 2017, Mercedes AMG Petronas F1 Team, è stato annunciato il 5 dicembre.

##### 2012
La nuova monoposto per la stagione 2012 è stata presentata il 21 febbraio in occasione dei test collettivi a Barcellona. In questa stagione la scuderia di Stoccarda torna a registrare il miglior tempo in qualifica e a vincere dopo 57 anni con Nico Rosberg in Cina. Dopo questa vittoria, la scuderia ottiene 2 podi a Montecarlo con Rosberg (2º) – in questo Gran Premio Schumacher segna anche la pole, ma viene poi retrocesso per aver sostituito il cambio – e a Valencia con Schumacher (3º), che non saliva sul podio da 6 anni. Nonostante ciò, la stagione è molto deludente per la scarsa competitività della vettura. Il 28 settembre viene ufficializzato l'addio del quarantatreenne Michael Schumacher alla Mercedes e al suo posto subentra il britannico Lewis Hamilton della McLaren. Il 4 ottobre Schumacher annuncia che a fine stagione si ritirerà dalla Formula 1. La scuderia tedesca termina la sua peggior stagione in Formula 1 al 5º posto con 142 punti conquistando una sola vittoria con Nico Rosberg in Cina, due podi a Monaco con Rosberg e a Valencia con Schumacher e un giro veloce proprio con il pluri-campione del mondo in Germania. Per quanto riguarda il campionato piloti Rosberg termina la stagione al 9º posto con 93 punti, mentre Schumacher termina la sua ultima stagione in Formula 1 al 13º posto con 49 punti.

##### 2013
Nel 2013 la Mercedes ha come piloti il confermato Nico Rosberg e l'ex pilota della McLaren, Lewis Hamilton. Nella seconda gara, in Malesia Lewis Hamilton salirà sul podio (3º), risultato poi ripetuto in Cina ma dopo questo gran premio le prestazioni in gara iniziano a calare, mentre in qualifica sono le più veloci. Questo è colpa di un problema delle gomme, che si usurano più velocemente. Nel Gran Premio di Monaco, Rosberg vince, ma nei giorni seguenti la Mercedes sarà denunciata da Ferrari e Red Bull per aver effettuato dei test dopo Barcellona con la macchina 2013 e i piloti ufficiali (non da regolamento). In Canada Hamilton risalirà sul podio di nuovo in 3ª posizione dopo aver perso la 2ª posizione a 8 giri dalla fine ai danni di Fernando Alonso. Il 20 giugno la Mercedes viene chiamata dalla FIA nel tribunale di Parigi per il "Caso Mercedes". In Gran Bretagna Rosberg vince con Hamilton quarto; quest'ultimo vince in Ungheria. Dopo il Belgio arrivano solo prove deludenti con Rosberg secondo solo in India e terzo ad Abu Dhabi. La scuderia tedesca chiuse in seconda posizione il mondiale costruttori, con 360 punti.

#### Il dominio dell'era turbo ibrida (2014-2021)

##### 2014

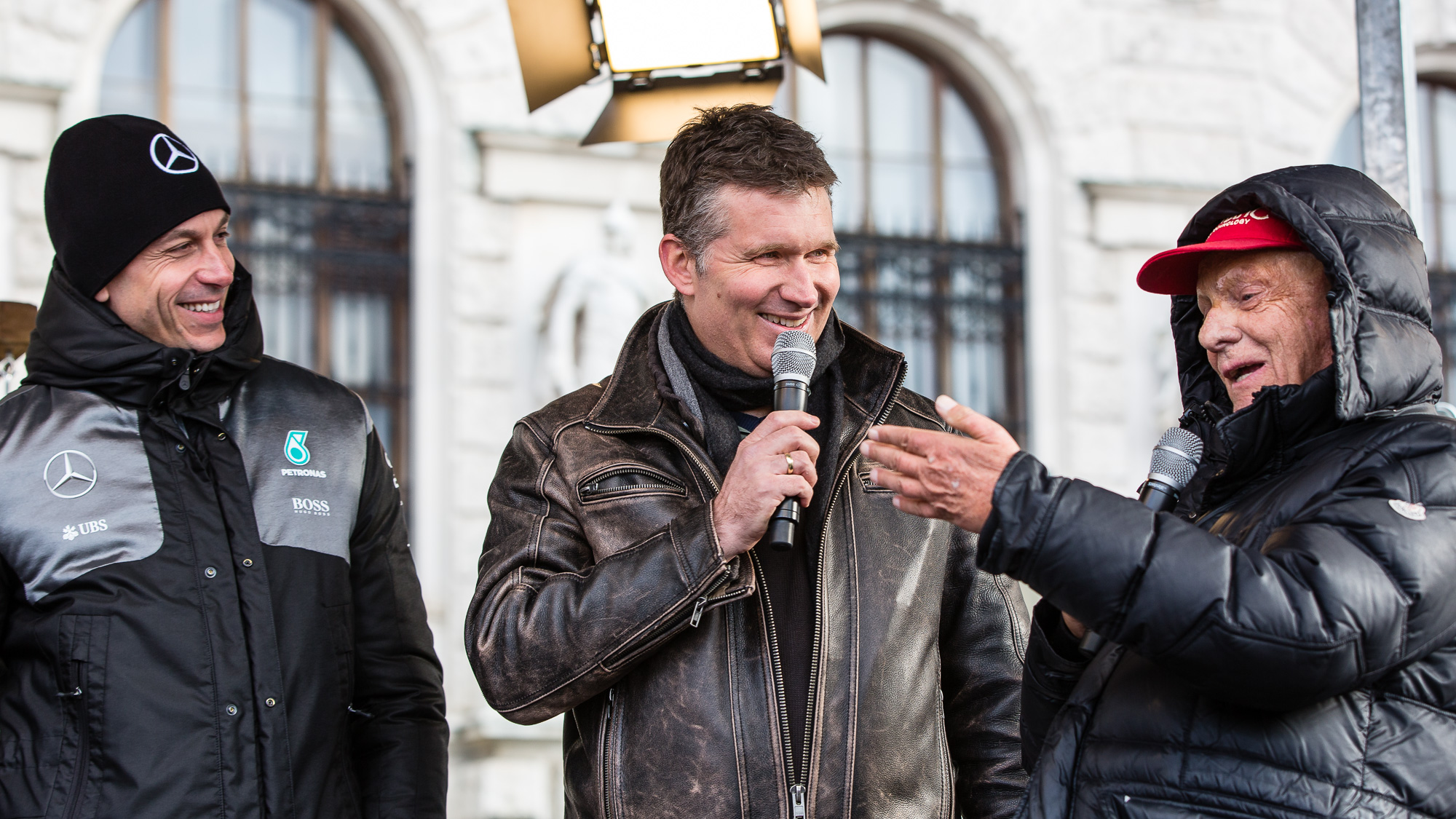
Toto Wolff (a sinistra) e Niki Lauda (a destra), rispettivamente team principal e presidente della Mercedes egemone della Formula 1 nella seconda metà degli anni 2010.

Nella stagione 2014 la Mercedes si presentò come scuderia di riferimento. In Australia Rosberg vince con Hamilton ritirato nei primi giri. Dalla Malesia in poi Hamilton infila 4 vittorie consecutive, sempre davanti al compagno di scuderia, guadagnando la testa nel mondiale. A Monaco vince Rosberg con Hamilton secondo, mentre in Canada Rosberg giunge secondo e Hamilton è costretto al ritiro. Rosberg vince in Austria seguito da Hamilton, mentre in Gran Bretagna Hamilton vince mentre Rosberg per problemi al cambio è costretto al ritiro, rifacendosi in Germania con pole e vittoria, mentre Hamilton giunge terzo per problemi in qualifica. In Ungheria Hamilton e Rosberg terminano terzi e quarti, e in Belgio gli alfieri Mercedes, toccatisi alla fine del Kemmel, regalano la vittoria a Ricciardo: Rosberg arriva secondo, Hamilton ritirato. In Italia il pilota inglese vince davanti al compagno, e a Singapore, complice il ritiro di Rosberg, si porta in testa al mondiale, allungando ulteriormente con tre vittorie in Giappone, Russia e Stati Uniti. In Brasile è invece il tedesco a vincere, seguito dal compagno. Ad Abu Dhabi si decide il titolo piloti, con i punteggi raddoppiati (prima e unica stagione che prevede tale regolamento): al via Hamilton, che si presenta con un vantaggio di +17 sul rivale tedesco, parte benissimo e passa Rosberg scattato dalla pole, che poi per un problema alla parte elettrica scenderà fino al quattordicesimo posto. Hamilton vince il mondiale con 384 punti, contro i 317 del tedesco. La scuderia si aggiudica il primo titolo costruttori della sua storia (divenuto già matematico in Russia) con un totale di 701 punti.

##### 2015

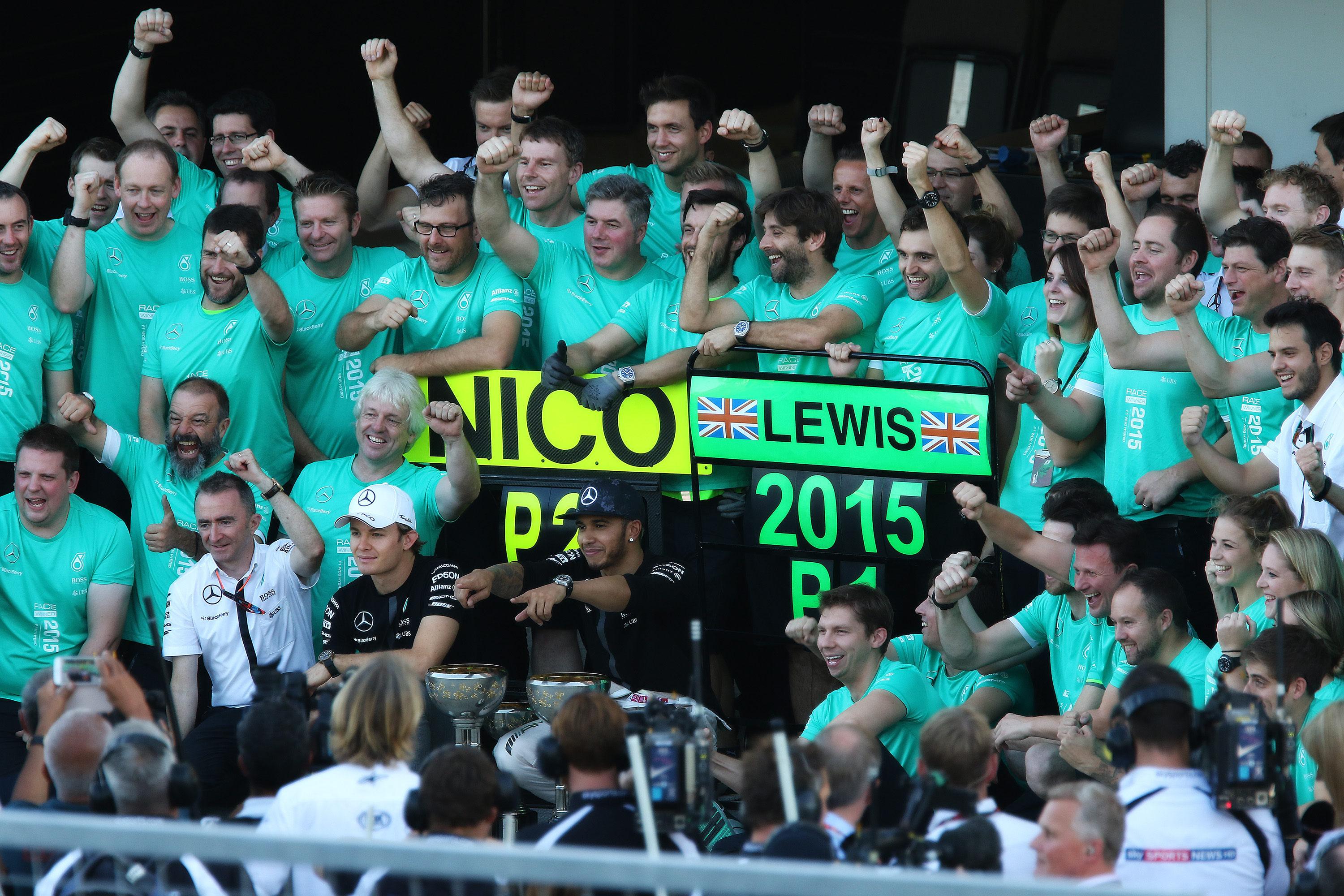
La squadra Mercedes festeggia la doppietta conseguita al Gran Premio del Giappone 2015.

La Mercedes si confermò la squadra da battere per il 2015. La stagione parte con Hamilton e Rosberg in prima e seconda posizione nel Gran Premio d'Australia. In Malesia Hamilton è secondo davanti a Rosberg, con il ferrarista Vettel primo. Tuttavia in Cina Hamilton vinse davanti a Rosberg, bissando poi in Bahrein davanti al ferrarista Kimi Räikkönen e a Rosberg. In Spagna arriva il primo successo stagionale per Rosberg, bissato nel discusso Gran Premio di Monaco. Hamilton torna in cattedra a Montreal, mentre in Austria vince Rosberg davanti al britannico, che si riscatta in Gran Bretagna vincendo davanti al compagno. In Ungheria Hamilton è solo sesto, con Rosberg addirittura ottavo. Hamilton vince in Belgio e in Italia, dove Rosberg è rispettivamente secondo e ritirato. A Singapore Rosberg è quarto lontano dal podio e Hamilton è costretto al ritiro.
In Giappone trionfa il pilota inglese, con il compagno di squadra secondo. In Russia Hamilton vince, con Rosberg ritirato. Tuttavia questo basta alla Mercedes per vincere il secondo titolo costruttori (consecutivo) della sua storia. Nella successiva gara del 25 ottobre negli Stati Uniti, Lewis Hamilton taglia il traguardo precedendo il compagno di squadra laureandosi così, per la seconda volta consecutiva, campione del mondo. In Messico, Brasile e ad Abu Dhabi Rosberg trionfa davanti al compagno di squadra, permettendo al team di raccogliere 12 doppiette in una stagione (nuovo primato) e 703 punti nel totale.

##### 2016

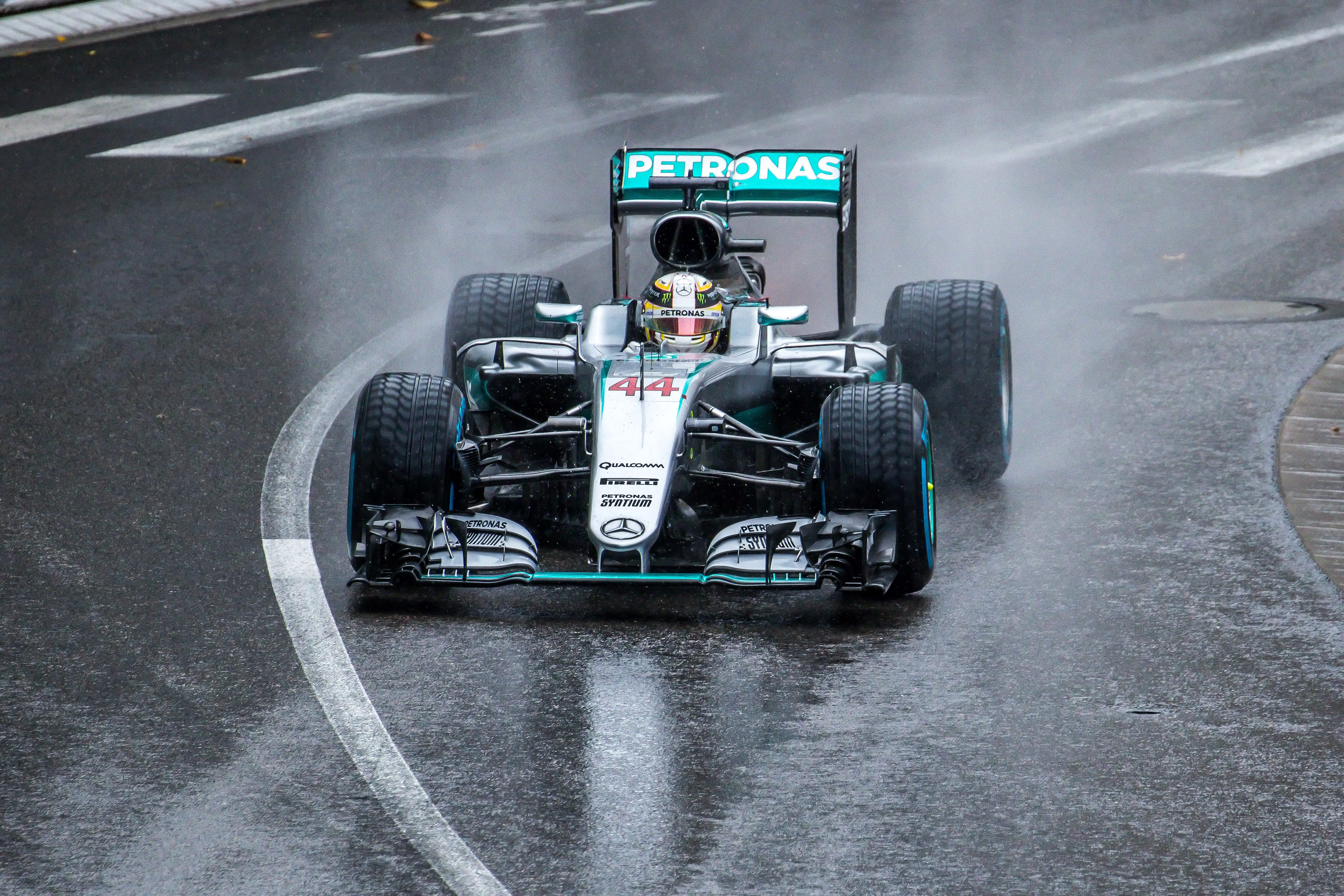
Lewis Hamilton controlla sul bagnato la sua W07 Hybrid nel Gran Premio di Monaco 2016.

Il discorso non cambia nemmeno per il 2016. Nelle prime 12 gare la casa tedesca lascia le briciole agli avversari, ottenendo 11 vittorie, 6 con Hamilton e 5 con Rosberg. Il pilota tedesco in particolare coglie 4 vittorie consecutive nelle prime 4 gare, che vanno a sommarsi alle 3 ottenute nel finale della stagione precedente, lanciandolo indisturbato in vetta al campionato. Ma un calo vistoso nelle gare successive, dove coglie appena 1 vittoria al cospetto delle 6 in 7 gare di Hamilton, gli fa perdere tutto il vantaggio accumulato e così il pilota inglese diventa il nuovo leader del mondiale dal Gran Premio d'Ungheria.
Dopo la pausa estiva, Rosberg domina facilmente il Gran Premio del Belgio, mentre Hamilton scattato ventesimo per una penalità in qualifica rimonta fino al terzo posto, conservando la testa del mondiale con 9 punti di vantaggio. Il pilota tedesco si ripete anche al Gran Premio d'Italia, approfittando della brutta partenza di Hamilton, che scattato dalla pole si ritrova sesto dopo la prima curva. Rosberg conduce agevolmente tutta la gara, mentre l'inglese riesce a rimontare fino al secondo posto, andando a confezionare l'ennesima doppietta per la scuderia tedesca e riuscendo nell'impresa di mantenere di nuovo la vetta del mondiale piloti, con un esiguo +2 sul compagno di squadra. Ma nel successivo Gran Premio di Singapore il terzo successo consecutivo di Rosberg ribalta la situazione, riportando il pilota tedesco in testa alla classifica con +8 sul rivale inglese, che non va oltre il terzo posto. Il Gran Premio della Malesia invece vede per una volta la scuderia tedesca soccombere agli avversari: Hamilton si ritira a 15 giri dal termine, mentre era saldamente in testa, a causa del cedimento della power unit; Rosberg dal canto suo affronta una gara tutta in salita, costretto a risalire dall'ultima posizione dopo che Vettel lo tampona alla prima curva subito dopo la partenza. Riuscirà a giungere terzo, dietro alle due Red Bull, nonostante una penalità di 10 secondi inflittagli per un sorpasso troppo irruento su Räikkönen, e consolida così il suo primato nel mondiale piloti portandosi a +23 su Hamilton, quando mancano 5 gare al termine.

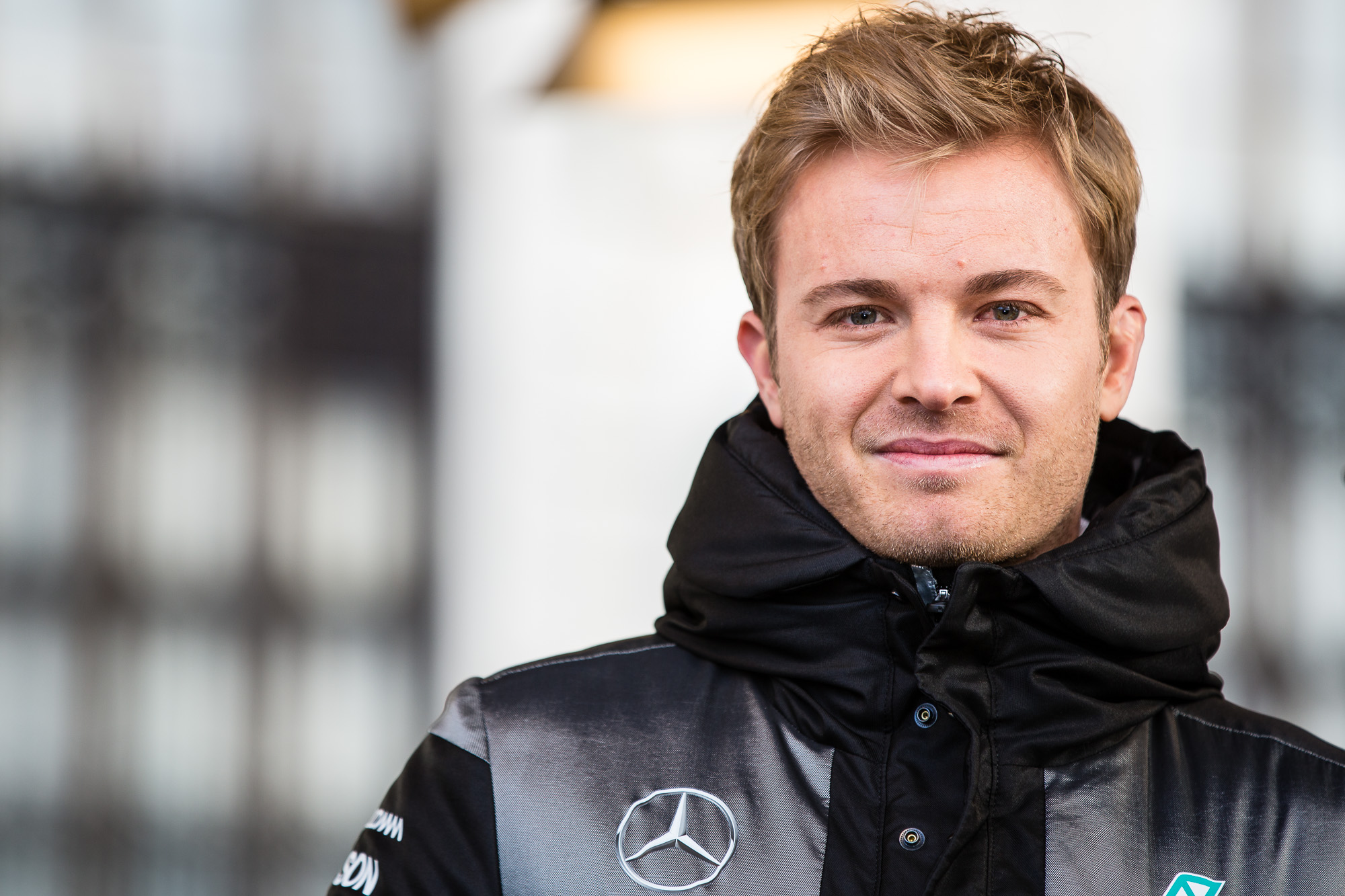
Nico Rosberg, campione del mondo 2016 con Mercedes.

Il Gran Premio del Giappone di una settimana dopo vede trionfare di nuovo Rosberg, scattato dalla pole; Hamilton invece alle sue spalle parte male e si ritrova ottavo dopo la prima curva. Nel corso della gara riuscirà a rimontare fino al terzo posto, con anche un tentativo finale di sorpasso su Verstappen, rispedito prontamente al mittente. Questo risultato permette alla squadra di conquistare il terzo mondiale costruttori consecutivo, con quattro Gran Premi di anticipo. Il mondiale piloti invece vede Rosberg allungare ulteriormente, portandosi ora a +33.
Nel Gran Premio degli Stati Uniti reazione d'orgoglio di Hamilton, che torna alla vittoria dopo 5 corse all'asciutto, ma Rosberg limita bene i danni giungendo secondo alle sue spalle. Il divario tra i due quando mancano 3 gare si riduce a 26 punti. Stesso identico risultato nel Gran Premio del Messico di una settimana dopo, con il distacco tra i due che quindi scende a 19 punti quando mancano 2 gare. Nel Gran Premio del Brasile, Hamilton vince davanti a Rosberg, dopo una gara piena di colpi di scena. Quando manca una gara al termine Hamilton tiene ancora il discorso aperto, col distacco da Rosberg che si riduce a 12 punti. Si giunge così all'ultimo appuntamento stagionale, il Gran Premio di Abu Dhabi, che segue lo stesso canovaccio delle precedenti 3 gare: pole di Hamilton, Rosberg secondo di fianco a lui e stessi piazzamenti a fine corsa, che permettono così a Nico Rosberg di laurearsi campione del mondo per la prima volta nella sua carriera, a 31 anni e 5 mesi esatti, con 385 punti contro i 380 del rivale inglese, e di eguagliare così il padre Keke, iridato nel 1982. La scuderia chiude la terza stagione di dominio con 19 vittorie, 8 doppiette e 20 pole position su 21 gare, stabilendo il nuovo record assoluto di 765 punti ottenuti in un campionato. Pochi giorni dopo il trionfo, il 2 dicembre Rosberg annuncia il suo ritiro dalle competizioni. Al suo posto per il 2017 verrà ingaggiato il finlandese Valtteri Bottas.

##### 2017

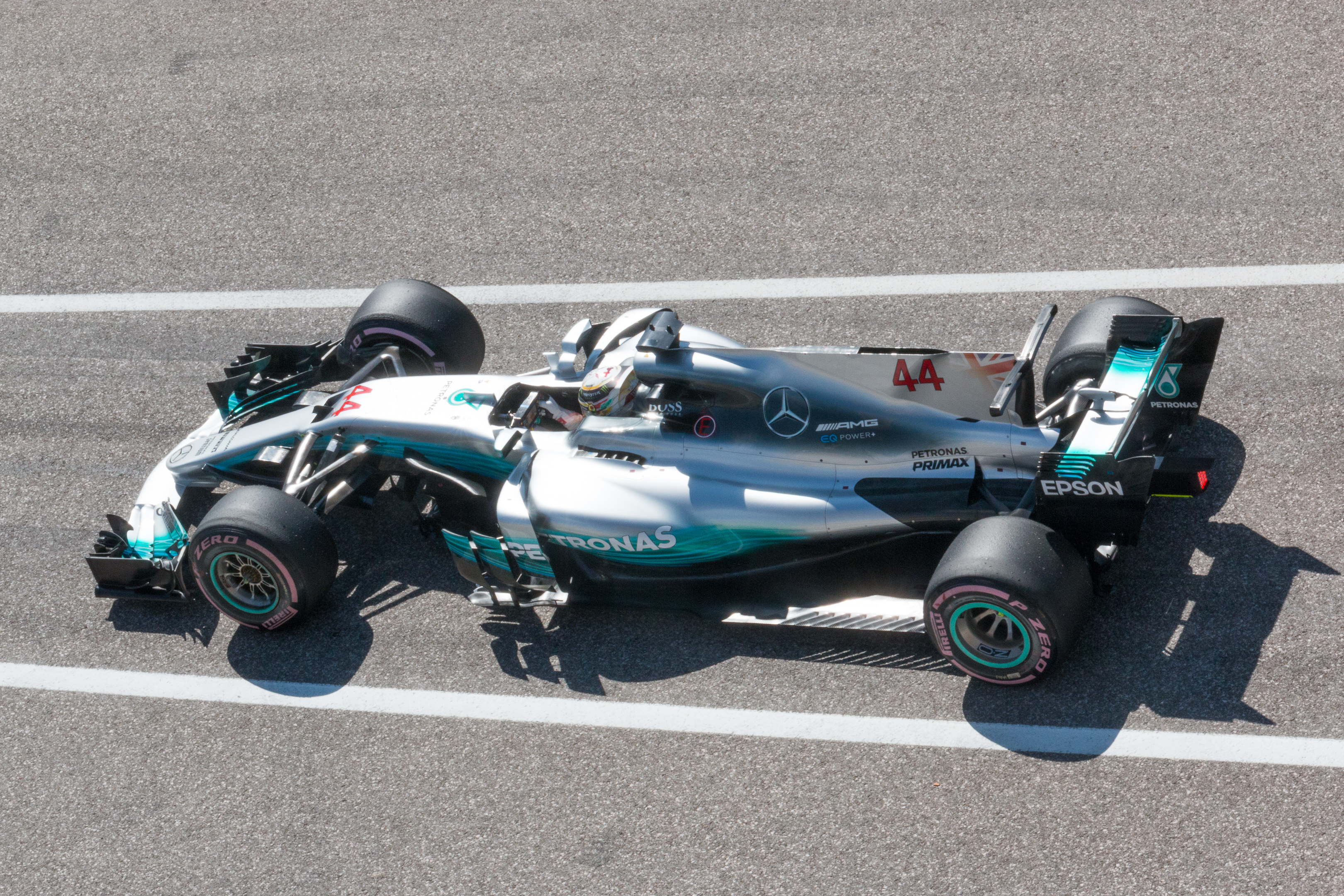
Hamilton nell'abitacolo della W08 EQ Power+ nel Gran Premio degli Stati Uniti 2017.

La stagione 2017, almeno inizialmente, sembra differente dalle precedenti tre in quanto a risultati. Infatti la Ferrari, e in particolar modo Sebastian Vettel, sembrano aver recuperato quasi completamente il gap che li divideva dalla scuderia tedesca e paiono in grado di contendere loro entrambi i titoli, tanto che il pilota tedesco rimane in testa al mondiale piloti fino al Gran Premio del Belgio. Tuttavia uno scadimento delle prestazioni e dell'affidabilità del Cavallino Rampante, unito a degli errori dei piloti, rompono questo sostanziale equilibrio e permettono a Lewis Hamilton di issarsi in testa alla classifica a partire dal successivo Gran Premio d'Italia, posizione che non lascerà più e che gli permetterà di conquistare il quarto titolo iridato della sua carriera (il terzo con la Mercedes) con due Gran Premi di anticipo, nel Gran Premio del Messico. Inoltre i migliori risultati della seconda guida Valtteri Bottas, una gradita sorpresa in grado di giungere costantemente a podio e di conquistare 4 pole position e 3 vittorie, rispetto al ferrarista Kimi Räikkönen, permettono alla Mercedes di aggiudicarsi il quarto titolo costruttori consecutivo con tre Gran Premi di anticipo, nel Gran Premio degli Stati Uniti. La quarta stagione di dominio si chiude con numeri più contenuti rispetto alle precedenti ma pur sempre significativi della superiorità rispetto alla concorrenza, con 12 vittorie, 4 doppiette e 15 pole position su 20 gare, per un totale di 668 punti.

##### 2018
Il 2018 vede una modifica nella denominazione del team, ribattezzato Mercedes AMG Petronas Motorsport. Il 22 febbraio viene presentata la nuova Mercedes AMG F1 W09 EQ Power+. I test svolti a Barcellona sono molto positivi e dimostrano che la Mercedes è ancora la monoposto da battere.

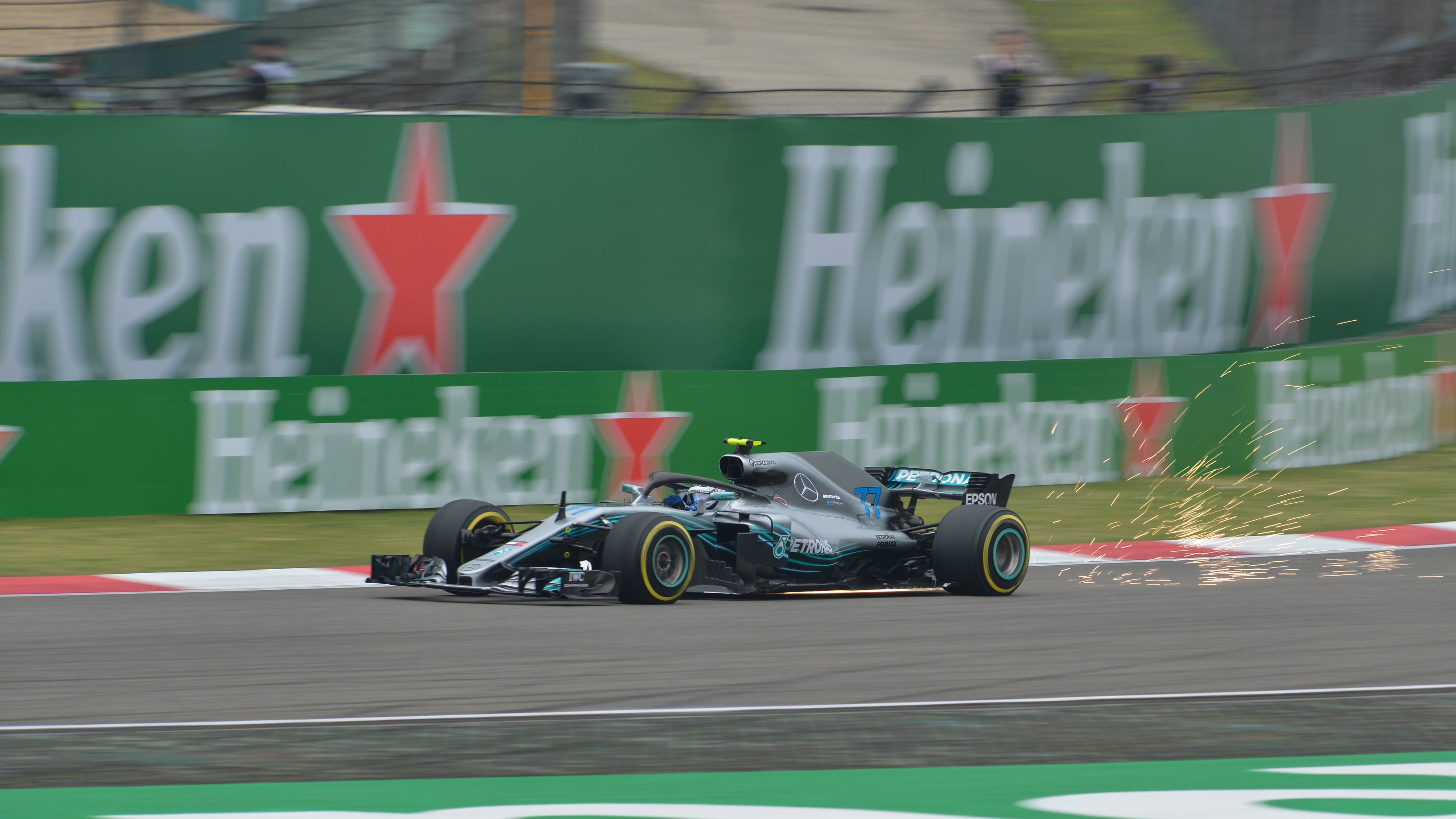
Valtteri Bottas in azione sulla W09 EQ Power+ durante le prove libere del Gran Premio di Cina 2018.

Nella gara inaugurale della stagione a Melbourne, Hamilton centra la pole position. Al contrario Valtteri Bottas è costretto a partire solo quindicesimo dopo aver sostituito il cambio per via di un incidente nella Q3. A sorpresa a vincere sarà Sebastian Vettel, davanti a Lewis Hamilton. Nel Gran Premio del Bahrein la Mercedes si qualifica in seconda fila, dietro le Ferrari SF71H, ma Hamilton è costretto a partire nono per aver sostituito il cambio danneggiato. Vincerà nuovamente Vettel, con Bottas e Hamilton dietro, grazie al ritiro di Kimi Räikkönen. A Shangai la Mercedes si qualifica di nuovo in seconda fila, ancora dietro le Ferrari. Però a vincere sarà inaspettatamente Daniel Ricciardo, davanti a Valtteri Bottas. In Azerbaigian la Mercedes torna a vincere un Gran Premio rocambolesco con Lewis Hamilton, però Bottas è costretto al ritiro a pochi giri dalla fine per via di una gomma forata, mentre era al comando. Al Gran Premio di Spagna arriva la prima doppietta Mercedes con Hamilton che vince. Dopo due gare amare a Monaco e in Canada, la Mercedes monopolizza nuovamente la prima fila in Francia con Lewis davanti. L'inglese vince, mentre Bottas viene speronato al via da Vettel; dopo un testacoda e una sosta in più, Bottas termina settimo dopo una furiosa rimonta. La Mercedes eccelle anche nelle qualifiche del Gran Premio d'Austria, stavolta con il finlandese in pole. Però in gara entrambi i piloti son costretti al ritiro per problemi meccanici. Nonostante la pole di Hamilton a Silverstone, a vincere è nuovamente Vettel. Il tedesco si è infatti portato in testa in partenza, mentre Lewis è stato toccato da Räikkönen, andando in testacoda, ma è comunque riuscito a rimontare fino al secondo posto.
In Germania e in Ungheria tornerà a vincere Hamilton; ad Hockenheim grazie al ritiro del rivale Sebastian Vettel, a Budapest grazie alla pole conquistata il sabato sotto la pioggia battente. Dopo la pausa estiva, Hamilton ottiene la pole nel Gran Premio del Belgio, ma in gara a vincere sarà Vettel, bravo a superarlo subito dopo la partenza; a questo punto, analogamente a quanto accaduto nel 2017, la Ferrari accusa un calo di competitività piuttosto evidente, unito a degli errori dei piloti talvolta clamorosi, soprattutto da parte di Vettel, mentre la Mercedes, ricorrendo anche a dei giochi di squadra che causeranno qualche polemica, al contrario migliora ulteriormente le sue già notevoli prestazioni e prende il largo in entrambe le classifiche: arrivano quattro vittorie di fila di Hamilton a partire dal Gran Premio d'Italia, tre pole position (due del pilota inglese e una di Bottas), e due doppiette consecutive, in Russia e Giappone. Nel Gran Premio degli Stati Uniti Hamilton fallisce il primo match-point mondiale: dopo la pole conquistata al sabato, in gara non va oltre il terzo posto finale, mentre Vettel giunge quarto alle sue spalle.

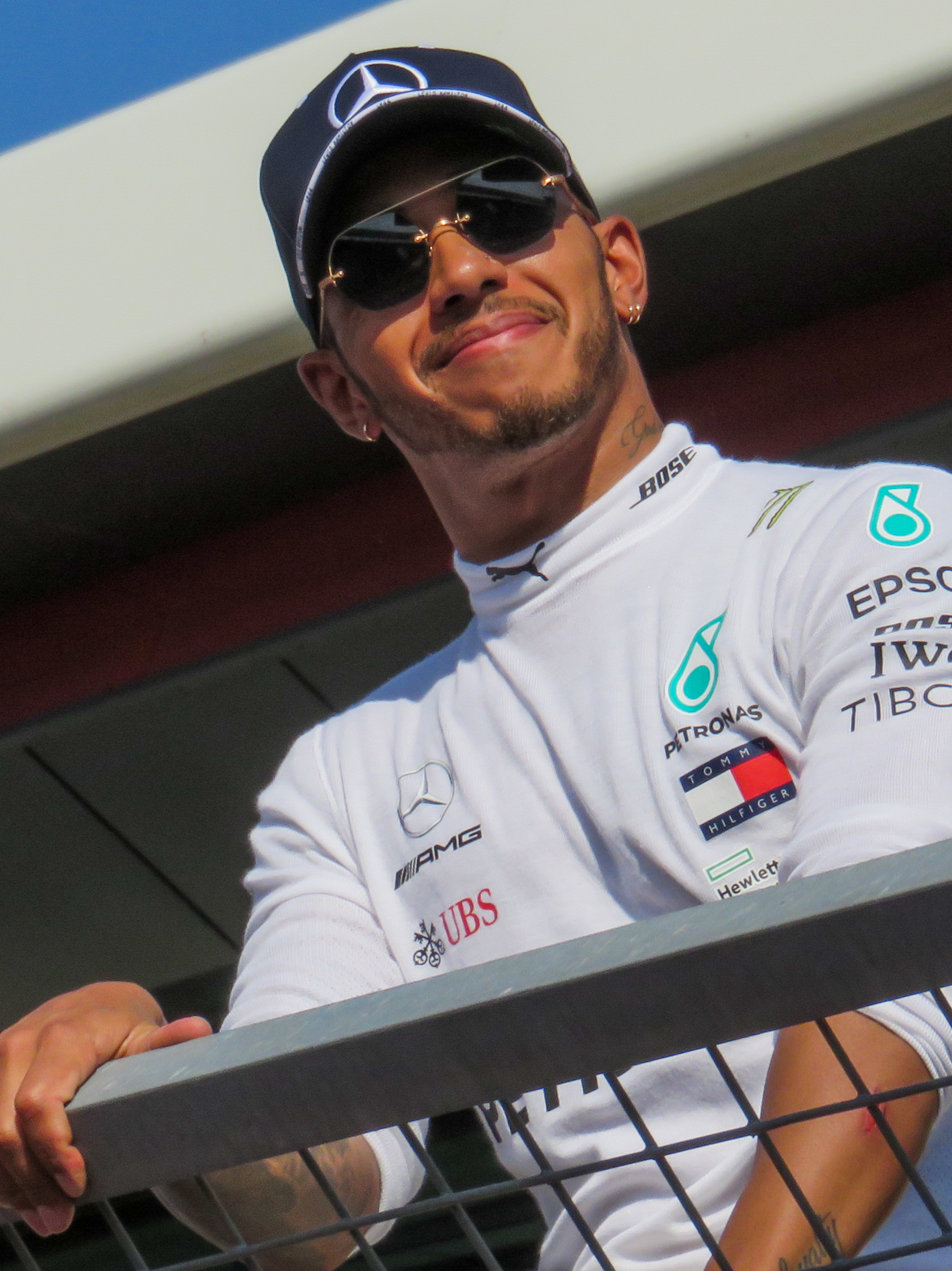
Lewis Hamilton, per sei volte campione del mondo con Mercedes tra il 2014 e il 2020, qui durante il fine settimana del Gran Premio di Gran Bretagna 2018.

Ciò non si ripete nel Gran Premio del Messico di una settimana dopo: Lewis Hamilton, dopo il terzo posto conquistato nelle qualifiche del sabato, vince il suo quarto titolo piloti con il team tedesco (il quinto personale) con due Gran Premi di anticipo, chiudendo la gara al quarto posto. A nulla vale il secondo posto del diretto rivale Sebastian Vettel. E nella gara successiva, in Brasile, arriva anche il titolo costruttori, il quinto consecutivo per la scuderia, con un Gran Premio di anticipo, grazie alla vittoria di Hamilton (scattato dalla pole) e al quinto posto di Bottas, mentre i diretti rivali della Ferrari non vanno oltre il terzo posto di Räikkönen e il sesto di Vettel. La gara conclusiva ad Abu Dhabi serve a regalare l'undicesima vittoria stagionale a Hamilton, partito di nuovo dalla pole, che stabilisce il nuovo record assoluto di punti ottenuti in una stagione (408), e il quinto posto a Bottas, che quindi chiude a secco di vittorie rispetto alle tre conquistate nel 2017. La quinta stagione di dominio si chiude con 11 vittorie, 4 doppiette e 13 pole position su 21 gare, per un totale di 655 punti. La Ferrari si è dimostrata ancora più vicina in termini di distacco rispetto al 2017, ma non abbastanza da intaccare la leadership incontrastata della scuderia tedesca degli ultimi anni.

##### 2019
La stagione 2019 vede un inaspettato ritorno al dominio netto del primo triennio dell'era turbo ibrida, visto che la Ferrari durante i test invernali a Barcellona aveva dimostrato di poter essere addirittura superiore alla casa di Stoccarda, per poi deludere clamorosamente nel corso del campionato. Nella prime dodici gare vengono ottenute 10 vittorie (8 con Hamilton e 2 con Bottas), con il finlandese che a inizio campionato sembra addirittura poter competere alla pari per il titolo con l'inglese, per poi calare nel prosieguo. La scuderia tedesca nel Gran Premio del Giappone conquista il titolo costruttori per la sesta volta consecutiva, con quattro Gran Premi di anticipo, grazie alla vittoria di Bottas e al terzo posto di Hamilton, eguagliando così il record della Ferrari del periodo 1999-2004. Nel Gran Premio degli Stati Uniti arriva anche il quinto titolo piloti di Hamilton con la scuderia (il sesto personale), con due Gran Premi di anticipo, grazie al secondo posto ottenuto in gara dietro al compagno di squadra e rivale per il titolo Bottas, vincitore della corsa. Come lo scorso anno, il conclusivo Gran Premio di Abu Dhabi serve ad Hamilton per migliorare ulteriormente il record di punti ottenuti in una stagione (413). La sesta stagione di dominio si chiude con 15 vittorie, 9 doppiette e 10 pole position su 21 gare, per un totale di 739 punti. La Ferrari rispetto alle due stagioni precedenti compie un passo indietro piuttosto netto, e nonostante in qualifica sia riuscita a tenere testa alla Mercedes (9 pole position totali), in gara non è mai stata in grado di impensierire realmente il team tedesco (appena 3 vittorie).

##### 2020

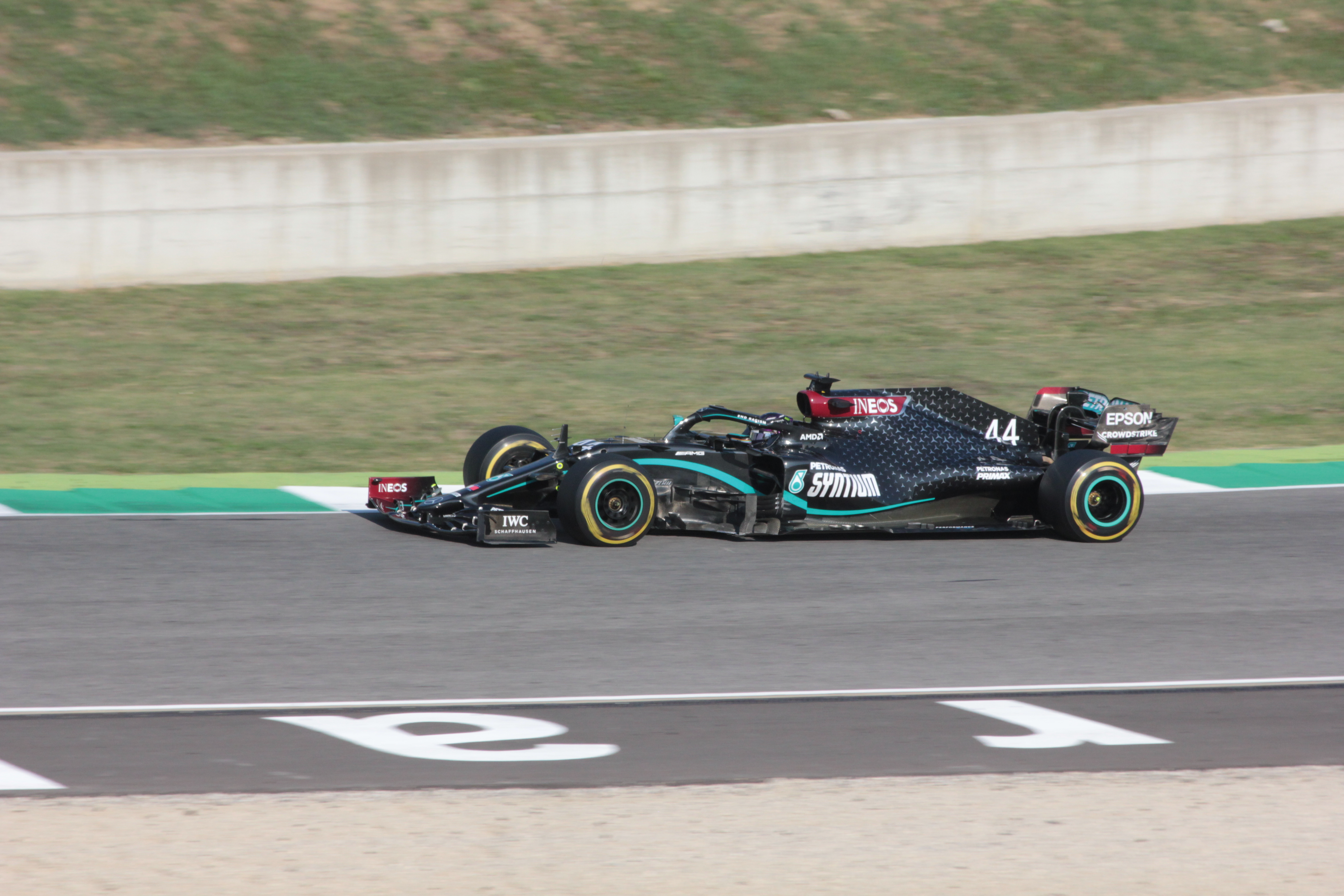
Hamilton impegnato nel Gran Premio della Toscana 2020 su W11 EQ Performance: la monoposto reca la particolare livrea nera utilizzata dalla Mercedes nel biennio 2020-2021, poi riproposta nel 2023 e parzialmente nel biennio 2024-2025.

Ai nastri di partenza della nuova stagione, la Mercedes presenta una sostanziale novità: la scuderia infatti decide di abbandonare lo storico colore argento in favore di una livrea total black, come segno della lotta di Lewis Hamilton contro il razzismo e a sostegno del movimento Black Lives Matter. La denominazione della scuderia, da quest'anno fino al 2022, è Mercedes-AMG Petronas F1 Team.
Dal punto di vista della competizione, il 2020 non fa altro che accentuare ulteriormente lo strapotere della casa tedesca nei confronti della concorrenza. Complice il crollo della Ferrari, protagonista di una stagione molto negativa, la Mercedes non conosce praticamente avversari. Solo la Red Bull, diventata la seconda forza del campionato, e in particolare Verstappen, riescono parzialmente ad impensierire la confermata coppia di piloti Hamilton e Bottas, che monopolizzano le pole position e portano a casa sette delle prime nove gare stagionali. Nel Gran Premio dell'Emilia-Romagna la Mercedes conquista il titolo costruttori per la settima volta consecutiva, nuovo record assoluto nella categoria, con quattro Gran Premi di anticipo, grazie alla quinta doppietta stagionale, con Hamilton seguito da Bottas. Due settimane dopo, nel Gran Premio di Turchia, Lewis Hamilton conquista il sesto titolo piloti con la scuderia (il settimo personale), con tre Gran Premi di anticipo, grazie alla vittoria ottenuta partendo dal sesto posto. Questo risultato gli permette di eguagliare il record di titoli vinti di Michael Schumacher.
Il 1º dicembre Hamilton risulta positivo al SARS-CoV-2; il giorno seguente viene annunciato il pilota della Williams George Russell come suo sostituto per il Gran Premio di Sakhir. Nella settimana successiva, dopo un tampone con esito negativo, Hamilton riprende il suo posto in vista del conclusivo Gran Premio di Abu Dhabi. La settima stagione di dominio si chiude con 13 vittorie, 5 doppiette e 15 pole position su 17 gare, per un totale di 573 punti.

##### 2021
Per la stagione 2021 viene confermata di nuovo la coppia di piloti Lewis Hamilton-Valtteri Bottas, ma il proseguimento del rapporto tra il britannico (in scadenza di contratto a fine 2020) e la scuderia tedesca è divenuto ufficiale solamente l'8 febbraio, dopo un lungo tira e molla che ha gettato dei seri dubbi sulla buona riuscita dell'accordo. L'intera annata è stata caratterizzata dal serrato duello tra Hamilton e il pilota della Red Bull Max Verstappen, rimasto aperto fino all'ultimo appuntamento del Gran Premio di Abu Dhabi. Giunti a pari punti all'atto risolutivo, Verstappen riesce ad avere la meglio sull'inglese (in testa per quasi tutta la gara) proprio nel corso dell'ultimo giro, favorito da un precedente ingresso della safety car, operando il sorpasso decisivo per vincere gara e titolo, il primo della sua carriera. La Mercedes si consola con la conquista dell'ottavo titolo costruttori consecutivo, con un bottino di 9 vittorie e 9 pole position su 22 gare, per un totale di 613,5 punti.

#### Il calo di prestazioni (2022-oggi)

##### 2022

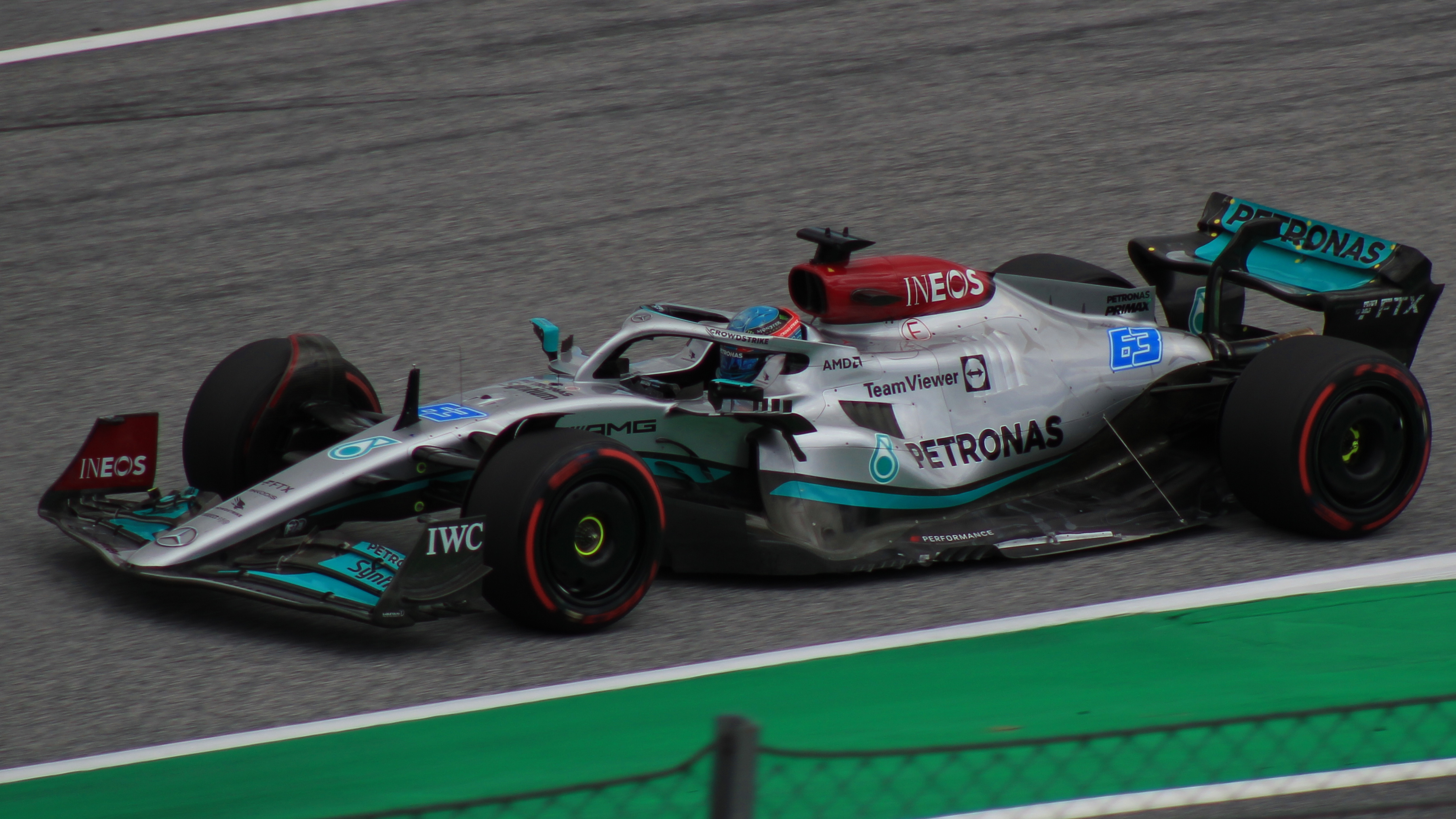
George Russell durante il Gran Premio d'Austria 2022.

Nella stagione 2022 si verifica un importante cambio nella line-up dei piloti: dopo cinque stagioni, il finlandese Valtteri Bottas abbandona la scuderia per trasferirsi all'Alfa Romeo. In sua sostituzione viene ingaggiato il giovane pilota inglese George Russell, proveniente dalla Williams, già protagonista con la Mercedes di una gara nel 2020. Dopo le ultime 8 stagioni di dominio, la scuderia tedesca è protagonista di un avvio di campionato molto difficile, nel quale risulta evidente il ritardo da Red Bull e Ferrari. Le cose migliorano sensibilmente nella seconda parte della stagione, e complice anche un calo delle prestazioni della scuderia di Maranello arriva a contendergli il secondo posto nel mondiale costruttori fino all'ultima gara. L'unica vittoria dell'anno (peraltro una doppietta) viene colta solamente al penultimo appuntamento, il Gran Premio di San Paolo, con il giovane Russell, al primo successo in Formula 1. Il pluricampione Hamilton di contro è autore di un'annata molto negativa, nella quale per la prima volta nella sua carriera non riesce a vincere nemmeno una gara e ad ottenere nemmeno una pole, e salvata solo da qualche piazzamento sul podio. Il bottino finale è di 1 vittoria, 1 doppietta e 1 pole position su 22 gare, per un totale di 515 punti, e vedono la Mercedes scivolare al terzo posto nella classifica costruttori.

##### 2023
La stagione 2023 vede la conferma della coppia di piloti dell'anno precedente, ovvero George Russell e Lewis Hamilton. Nella prima metà del campionato il rendimento della Mercedes segue grosso modo quello del 2022, anche se la scuderia tedesca riesce ad issarsi a seconda forza del mondiale alle spalle dell'imprendibile Red Bull, dopo un inizio passato dietro anche alla sorprendente Aston Martin. In Ungheria Hamilton ottiene la pole position, spezzando così un digiuno personale che durava da 33 qualifiche consecutive (dal Gran Premio d'Arabia Saudita 2021), ma poi in gara conclude solo quarto. La seconda parte della stagione non vede particolari cambiamenti, anche se un miglioramento delle prestazioni della Ferrari rispetto alla prima fase porta le due scuderie a giocarsi il secondo posto nei costruttori nell'ultimo appuntamento ad Abu Dhabi: alla fine a spuntarla è proprio la Mercedes, con un margine minimo di appena 3 lunghezze sul Cavallino Rampante. Malgrado nessuna vittoria, meno podi e meno punti totali (409) rispetto al 2022, il team tedesco sale dunque in seconda posizione nella classifica costruttori.

##### 2024

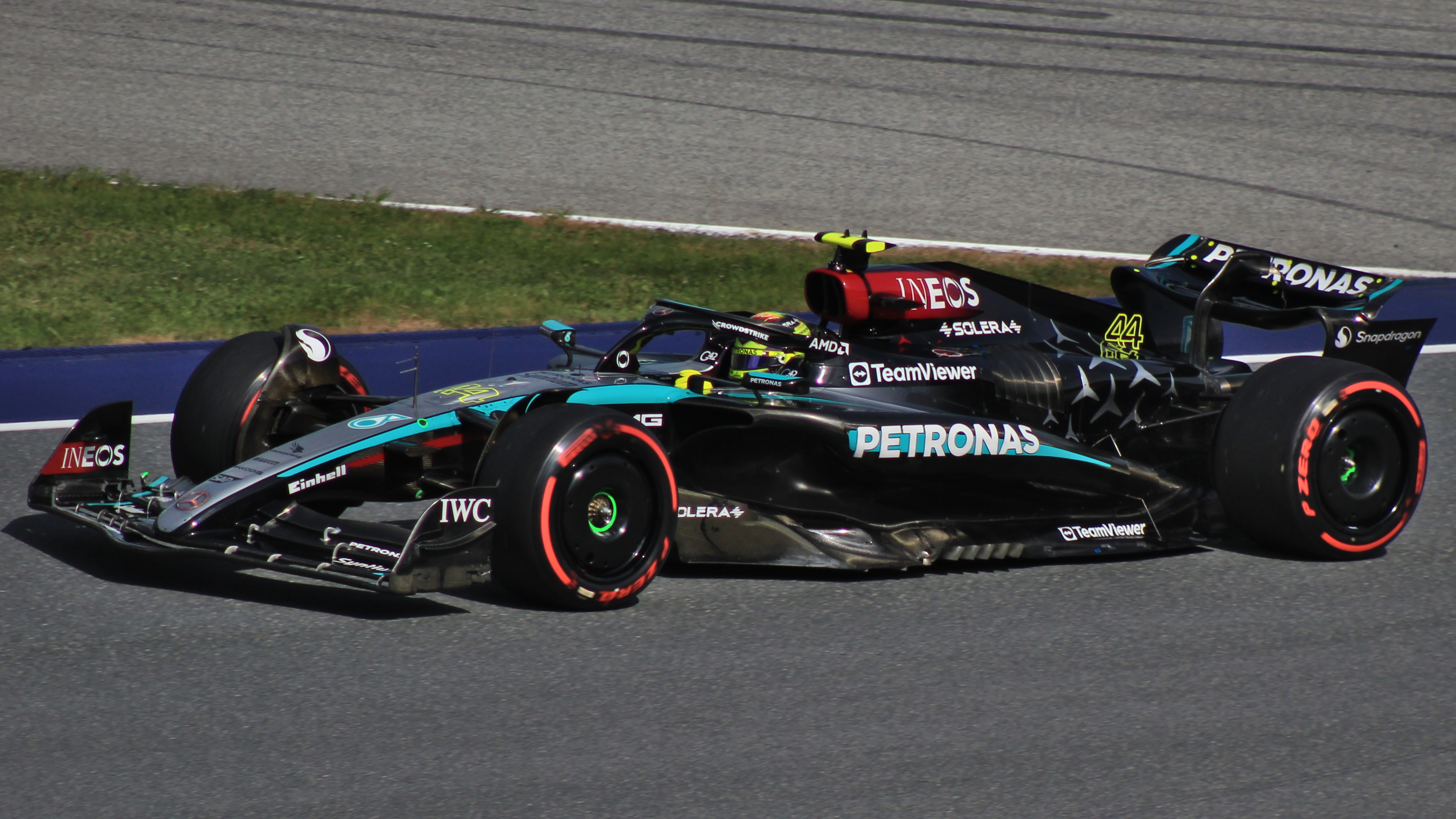
Lewis Hamilton, qui impegnato in Austria, corre la sua dodicesima e ultima stagione con la Mercedes nel 2024.

Nel 2024 la line-up dei piloti della Mercedes viene confermata per il terzo anno consecutivo, con George Russell affiancato da Lewis Hamilton. Tuttavia il pluricampione britannico, il 1º febbraio, annuncia a sorpresa che questa è l'ultima stagione con la scuderia della "Stella", e che dal 2025 diventerà un nuovo pilota della Ferrari.
L'avvio di stagione è il peggiore dal 2011, con il team relegato al ruolo di quarta forza in campionato, incapace di lottare per le posizioni di vertice sia in qualifica che in gara e distaccato dalle più competitive Red Bull, Ferrari e McLaren, tanto che né Russell né Hamilton registrano podi sino al Gran Premio del Canada, dove proprio George riesce a siglare la pole position e a piazzare la sua vettura sul gradino più basso del podio, davanti al compagno di scuderia.
A partire dall'appuntamento canadese, grazie agli aggiornamenti apportati, la Mercedes sembra ritrovare competitività, concludendo la gara sul podio in Spagna (3º Hamilton, 4º Russell), mentre in Austria Russell sigla la prima vittoria della Mercedes dal Gran Premio di San Paolo 2022, approfittando di un contatto tra Norris e Verstappen. Nel successivo Gran Premio di Gran Bretagna la scuderia tedesca si ripete, confermando il suo ottimo momento: doppietta in qualifica con pole position di Russell, mentre in gara a trionfare è Hamilton, che torna a vincere dopo quasi 3 anni (dal Gran Premio d'Arabia Saudita 2021), stabilendo un ulteriore nuovo record, primo pilota nella storia a vincere per 9 volte sullo stesso circuito.
Nel Gran Premio del Belgio, inizialmente la Mercedes ottiene una doppietta, con Russell primo al traguardo, ma dopo la fine della gara viene squalificato per peso insufficiente della sua vettura. Di conseguenza il nuovo vincitore diventa il suo compagno Hamilton, alla seconda affermazione stagionale. Russell ha modo di riscattarsi nel Gran Premio di Las Vegas, centrando anch'egli la seconda vittoria stagionale partendo dalla pole, e precedendo sotto la bandiera a scacchi il suo compagno Hamilton partito dalla decima posizione. Saranno le ultime apparizioni sul podio del campionato, nonostante la quarta pole position stagionale di Russell nel Gran Premio del Qatar e l'ottima rimonta di Hamilton nel Gran Premio di Abu Dhabi.
La Mercedes, nonostante un bottino di 4 vittorie, 1 doppietta e 4 pole position su 24 gare, per un totale di 468 punti, scivola al quarto posto nella classifica costruttori, finendo fuori dalle prime tre posizioni del mondiale per la prima volta dal 2012.

##### 2025

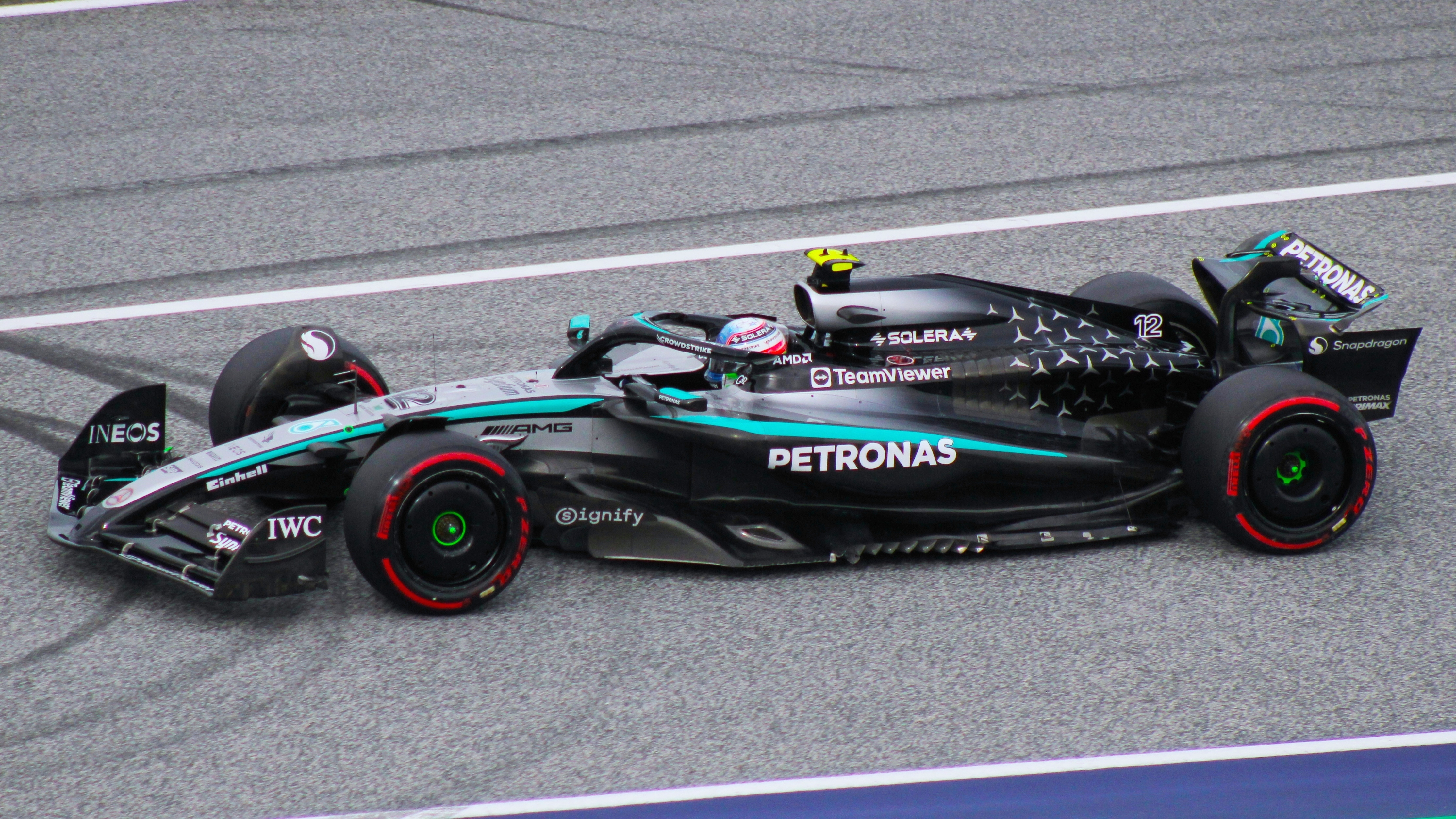
Andrea Kimi Antonelli durante il Gran Premio d'Austria 2025.

Come già annunciato un anno prima, il 2025 vede una svolta epocale nella line-up dei piloti: dopo dodici stagioni e sei titoli mondiali vinti, il britannico Lewis Hamilton si trasferisce alla Ferrari, venendo sostituito dal giovane pilota italiano Andrea Kimi Antonelli, esordiente nella categoria, al fianco del confermato George Russell. Nella prima parte del campionato la Mercedes vince il Gran Premio del Canada grazie al pilota britannico, partito dalla pole, e contestualmente Antonelli ottiene il primo podio della sua carriera, salendo sul terzo gradino, all'interno di un rendimento generalmente buono, che vede la scuderia confermarsi, tra alti e bassi, come uno dei top team della Formula 1.

## Gestione Sportiva
- Piloti: George Russell, Andrea Kimi Antonelli
- Team Principal e CEO: Toto Wolff
- Presidente (non esecutivo): Markus Schäfer
- Consigliere delegato: Hywel Thomas
- Capo progettista: John Owen
- Capo aerodinamico: Jarrod Murphy
- Capo ingegneri di pista: Andrew Shovlin
- Direttore sportivo: Ron Meadows
- Direttore tecnico: James Allison
- Vicedirettore tecnico: Simone Resta
- Direttore della tecnologia: carica vacante
- Direttore del motore: Adam Allsopp
- Direttore delle performance: carica vacante
- Direttore delle operazioni: Richard Stevens
- Direttore finanziario e informatico: Ronald Ballhaus
- Direttore dell'ingegneria digitale: Geoff Willis
- Direttore operativo: Rob Thomas
- Responsabile delle strategie di gara: Rosie Wait
- Ingegneri di pista: Marcus Dudley, Peter Bonnington
- Collaudatori: Valtteri Bottas, Frederik Vesti

## Monoposto
| Nome                                                   | Anno      |
| ------------------------------------------------------ | --------- |
| Mercedes-Benz W 196 R Mercedes-Benz W 196 R Tipo Monza | 1954-1955 |
| Mercedes MGP W01                                       | 2010      |
| Mercedes MGP W02                                       | 2011      |
| Mercedes F1 W03                                        | 2012      |
| Mercedes F1 W04                                        | 2013      |
| Mercedes F1 W05 Hybrid                                 | 2014      |
| Mercedes F1 W06 Hybrid                                 | 2015      |
| Mercedes F1 W07 Hybrid                                 | 2016      |
| Mercedes AMG F1 W08 EQ Power+                          | 2017      |
| Mercedes AMG F1 W09 EQ Power+                          | 2018      |
| Mercedes AMG F1 W10 EQ Power+                          | 2019      |
| Mercedes-AMG F1 W11 EQ Performance                     | 2020      |
| Mercedes-AMG F1 W12 E Performance                      | 2021      |
| Mercedes-AMG F1 W13 E Performance                      | 2022      |
| Mercedes-AMG F1 W14 E Performance                      | 2023      |
| Mercedes-AMG F1 W15 E Performance                      | 2024      |
| Mercedes-AMG F1 W16 E Performance                      | 2025      |

## Piloti migliori
| Pilota                | Anni        | Titoli mondiali | Gran Premi | Vittorie | Podi |
| --------------------- | ----------- | --------------- | ---------- | -------- | ---- |
| Lewis Hamilton        | 2013-2024   | 6               | 246        | 84       | 153  |
| Juan Manuel Fangio    | 1954-1955   | 2               | 12         | 8        | 10   |
| Nico Rosberg          | 2010-2016   | 1               | 136        | 23       | 55   |
| Valtteri Bottas       | 2017-2021   | -               | 101        | 10       | 58   |
| George Russell        | 2020, 2022- | -               | 83         | 4        | 20   |
| Stirling Moss         | 1955        | -               | 6          | 1        | 3    |
| Karl Kling            | 1954-1955   | -               | 11         | -        | 2    |
| Michael Schumacher    | 2010-2012   | -               | 58         | -        | 1    |
| Andrea Kimi Antonelli | 2025-       | -               | 14         | -        | 1    |
| Hans Herrmann         | 1954-1955   | -               | 6          | -        | 1    |
| Piero Taruffi         | 1955        | -               | 2          | -        | 1    |

## Risultati completi in Formula 1

### Come costruttore
| Anno | Vettura                    | Motore             | Gomme | Piloti   |  |  |  |     |   |     |     |     |     |  |  |  |  |  |  |  |  |  |  |  |  |  |  |  | Punti | Pos. |
| ---- | -------------------------- | ------------------ | ----- | -------- |  |  |  | --- | - | --- | --- | --- | --- |  |  |  |  |  |  |  |  |  |  |  |  |  |  |  | ----- | ---- |
| 1954 | W 196 R W 196 R Tipo Monza | Mercedes-Benz M196 | C     | Fangio   |  |  |  | 1   | 4 | 1   | 1   | 1   | 3   |  |  |  |  |  |  |  |  |  |  |  |  |  |  |  | –     | –    |
| 1954 | W 196 R W 196 R Tipo Monza | Mercedes-Benz M196 | C     | Kling    |  |  |  | 2   | 7 | 4   | Rit | Rit | 5   |  |  |  |  |  |  |  |  |  |  |  |  |  |  |  | –     | –    |
| 1954 | W 196 R W 196 R Tipo Monza | Mercedes-Benz M196 | C     | Herrmann |  |  |  | Rit |   | Rit | 3   | 4   | Rit |  |  |  |  |  |  |  |  |  |  |  |  |  |  |  | –     | –    |
| 1954 | W 196 R W 196 R Tipo Monza | Mercedes-Benz M196 | C     | Lang     |  |  |  |     |   | Rit |     |     |     |  |  |  |  |  |  |  |  |  |  |  |  |  |  |  | –     | –    |

| Anno | Vettura                    | Motore             | Gomme | Piloti   |       |     |  |     |     |   |     |  |  |  |  |  |  |  |  |  |  |  |  |  |  |  |  |  | Punti | Pos. |
| ---- | -------------------------- | ------------------ | ----- | -------- | ----- | --- |  | --- | --- | - | --- |  |  |  |  |  |  |  |  |  |  |  |  |  |  |  |  |  | ----- | ---- |
| 1955 | W 196 R W 196 R Tipo Monza | Mercedes-Benz M196 | C     | Fangio   | 1     | Rit |  | 1   | 1   | 2 | 1   |  |  |  |  |  |  |  |  |  |  |  |  |  |  |  |  |  | –     | –    |
| 1955 | W 196 R W 196 R Tipo Monza | Mercedes-Benz M196 | C     | Kling    | 4/Rit |     |  | Rit | Rit | 3 | Rit |  |  |  |  |  |  |  |  |  |  |  |  |  |  |  |  |  | –     | –    |
| 1955 | W 196 R W 196 R Tipo Monza | Mercedes-Benz M196 | C     | Moss     | 4/Rit | 9   |  | 2   | 2   | 1 | Rit |  |  |  |  |  |  |  |  |  |  |  |  |  |  |  |  |  | –     | –    |
| 1955 | W 196 R W 196 R Tipo Monza | Mercedes-Benz M196 | C     | Herrmann | 4     | SP  |  |     |     |   |     |  |  |  |  |  |  |  |  |  |  |  |  |  |  |  |  |  | –     | –    |
| 1955 | W 196 R W 196 R Tipo Monza | Mercedes-Benz M196 | C     | Simon    |       | Rit |  |     |     |   |     |  |  |  |  |  |  |  |  |  |  |  |  |  |  |  |  |  | –     | –    |
| 1955 | W 196 R W 196 R Tipo Monza | Mercedes-Benz M196 | C     | Taruffi  |       |     |  |     |     | 4 | 2   |  |  |  |  |  |  |  |  |  |  |  |  |  |  |  |  |  | –     | –    |

| Anno | Vettura | Motore           | Gomme | Piloti     |   |    |     |    |    |    |   |    |    |   |   |     |   |   |    |     |     |   |     |  |  |  |  |  | Punti | Pos. |
| ---- | ------- | ---------------- | ----- | ---------- | - | -- | --- | -- | -- | -- | - | -- | -- | - | - | --- | - | - | -- | --- | --- | - | --- |  |  |  |  |  | ----- | ---- |
| 2010 | W01     | Mercedes FO 108X | B     | Schumacher | 6 | 10 | Rit | 10 | 4  | 12 | 4 | 11 | 15 | 9 | 9 | 11  | 7 | 9 | 13 | 6   | 4   | 7 | Rit |  |  |  |  |  | 214   | 4º   |
| 2010 | W01     | Mercedes FO 108X | B     | Rosberg    | 5 | 5  | 3   | 3  | 13 | 7  | 5 | 6  | 10 | 3 | 8 | Rit | 6 | 5 | 5  | 17* | Rit | 6 | 4   |  |  |  |  |  | 214   | 4º   |

| Anno | Vettura | Motore           | Gomme | Piloti     |     |    |   |    |   |     |    |    |   |   |     |   |     |     |    |     |   |   |    |  |  |  |  |  | Punti | Pos. |
| ---- | ------- | ---------------- | ----- | ---------- | --- | -- | - | -- | - | --- | -- | -- | - | - | --- | - | --- | --- | -- | --- | - | - | -- |  |  |  |  |  | ----- | ---- |
| 2011 | W02     | Mercedes FO 108Y | P     | Schumacher | Rit | 9  | 8 | 12 | 6 | Rit | 4  | 17 | 9 | 8 | Rit | 5 | 5   | Rit | 6  | Rit | 5 | 7 | 15 |  |  |  |  |  | 165   | 4º   |
| 2011 | W02     | Mercedes FO 108Y | P     | Rosberg    | Rit | 12 | 5 | 5  | 7 | 11  | 11 | 7  | 6 | 7 | 9   | 6 | Rit | 7   | 10 | 8   | 6 | 6 | 7  |  |  |  |  |  | 165   | 4º   |

| Anno | Vettura | Motore           | Gomme | Piloti     |     |    |     |    |     |     |     |   |    |    |     |    |   |     |     |     |     |     |    |    |  |  |  |  | Punti | Pos. |
| ---- | ------- | ---------------- | ----- | ---------- | --- | -- | --- | -- | --- | --- | --- | - | -- | -- | --- | -- | - | --- | --- | --- | --- | --- | -- | -- |  |  |  |  | ----- | ---- |
| 2012 | W03     | Mercedes FO 108Z | P     | Schumacher | Rit | 10 | Rit | 10 | Rit | Rit | Rit | 3 | 7  | 7  | Rit | 7  | 6 | Rit | 11  | 13  | 22* | 11  | 16 | 7  |  |  |  |  | 142   | 5º   |
| 2012 | W03     | Mercedes FO 108Z | P     | Rosberg    | 12  | 13 | 1   | 5  | 7   | 2   | 6   | 6 | 15 | 10 | 10  | 11 | 7 | 5   | Rit | Rit | 11  | Rit | 13 | 15 |  |  |  |  | 142   | 5º   |

| Anno | Vettura | Motore           | Gomme | Piloti   |     |   |     |   |    |   |   |   |   |     |   |   |   |   |     |   |   |   |   |  |  |  |  |  | Punti | Pos. |
| ---- | ------- | ---------------- | ----- | -------- | --- | - | --- | - | -- | - | - | - | - | --- | - | - | - | - | --- | - | - | - | - |  |  |  |  |  | ----- | ---- |
| 2013 | W04     | Mercedes FO 108F | P     | Rosberg  | Rit | 4 | Rit | 9 | 6  | 1 | 5 | 1 | 9 | 19* | 4 | 6 | 4 | 7 | 8   | 2 | 3 | 9 | 5 |  |  |  |  |  | 360   | 2º   |
| 2013 | W04     | Mercedes FO 108F | P     | Hamilton | 5   | 3 | 3   | 5 | 12 | 4 | 3 | 4 | 5 | 1   | 3 | 9 | 5 | 5 | Rit | 6 | 7 | 4 | 9 |  |  |  |  |  | 360   | 2º   |

| Anno | Vettura    | Motore          | Gomme | Piloti   |     |   |   |   |   |   |     |   |     |   |   |     |   |     |   |   |   |   |    |  |  |  |  |  | Punti | Pos. |
| ---- | ---------- | --------------- | ----- | -------- | --- | - | - | - | - | - | --- | - | --- | - | - | --- | - | --- | - | - | - | - | -- |  |  |  |  |  | ----- | ---- |
| 2014 | W05 Hybrid | Mercedes PU106A | P     | Hamilton | Rit | 1 | 1 | 1 | 1 | 2 | Rit | 2 | 1   | 3 | 3 | Rit | 1 | 1   | 1 | 1 | 1 | 2 | 1  |  |  |  |  |  | 701   | 1º   |
| 2014 | W05 Hybrid | Mercedes PU106A | P     | Rosberg  | 1   | 2 | 2 | 2 | 2 | 1 | 2   | 1 | Rit | 1 | 4 | 2   | 2 | Rit | 2 | 2 | 2 | 1 | 14 |  |  |  |  |  | 701   | 1º   |

| Anno | Vettura    | Motore          | Gomme | Piloti   |   |   |   |   |   |   |   |   |   |   |   |     |     |   |     |   |   |   |   |  |  |  |  |  | Punti | Pos. |
| ---- | ---------- | --------------- | ----- | -------- | - | - | - | - | - | - | - | - | - | - | - | --- | --- | - | --- | - | - | - | - |  |  |  |  |  | ----- | ---- |
| 2015 | W06 Hybrid | Mercedes PU106B | P     | Hamilton | 1 | 2 | 1 | 1 | 2 | 3 | 1 | 2 | 1 | 6 | 1 | 1   | Rit | 1 | 1   | 1 | 2 | 2 | 2 |  |  |  |  |  | 703   | 1º   |
| 2015 | W06 Hybrid | Mercedes PU106B | P     | Rosberg  | 2 | 3 | 2 | 3 | 1 | 1 | 2 | 1 | 2 | 8 | 2 | 17* | 4   | 2 | Rit | 2 | 1 | 1 | 1 |  |  |  |  |  | 703   | 1º   |

| Anno | Vettura    | Motore          | Gomme | Piloti   |   |   |   |   |     |   |   |   |   |   |   |   |   |   |   |     |   |   |   |   |   |  |  |  | Punti | Pos. |
| ---- | ---------- | --------------- | ----- | -------- | - | - | - | - | --- | - | - | - | - | - | - | - | - | - | - | --- | - | - | - | - | - |  |  |  | ----- | ---- |
| 2016 | W07 Hybrid | Mercedes PU106C | P     | Hamilton | 2 | 3 | 7 | 2 | Rit | 1 | 1 | 5 | 1 | 1 | 1 | 1 | 3 | 2 | 3 | Rit | 3 | 1 | 1 | 1 | 1 |  |  |  | 765   | 1º   |
| 2016 | W07 Hybrid | Mercedes PU106C | P     | Rosberg  | 1 | 1 | 1 | 1 | Rit | 7 | 5 | 1 | 4 | 3 | 2 | 4 | 1 | 1 | 1 | 3   | 1 | 2 | 2 | 2 | 2 |  |  |  | 765   | 1º   |

| Anno | Vettura       | Motore                 | Gomme | Piloti   |   |   |   |   |     |   |   |   |   |   |   |   |   |   |   |   |   |   |   |   |  |  |  |  | Punti | Pos. |
| ---- | ------------- | ---------------------- | ----- | -------- | - | - | - | - | --- | - | - | - | - | - | - | - | - | - | - | - | - | - | - | - |  |  |  |  | ----- | ---- |
| 2017 | W08 EQ Power+ | Mercedes M08 EQ Power+ | P     | Hamilton | 2 | 1 | 2 | 4 | 1   | 7 | 1 | 5 | 4 | 1 | 4 | 1 | 1 | 1 | 2 | 1 | 1 | 9 | 4 | 2 |  |  |  |  | 668   | 1º   |
| 2017 | W08 EQ Power+ | Mercedes M08 EQ Power+ | P     | Bottas   | 3 | 6 | 3 | 1 | Rit | 4 | 2 | 2 | 1 | 2 | 3 | 5 | 2 | 3 | 5 | 4 | 5 | 2 | 2 | 1 |  |  |  |  | 668   | 1º   |

| Anno | Vettura       | Motore                 | Gomme | Piloti   |   |   |   |     |   |   |   |   |     |   |   |   |   |   |   |   |   |   |   |   |   |  |  |  | Punti | Pos. |
| ---- | ------------- | ---------------------- | ----- | -------- | - | - | - | --- | - | - | - | - | --- | - | - | - | - | - | - | - | - | - | - | - | - |  |  |  | ----- | ---- |
| 2018 | W09 EQ Power+ | Mercedes M09 EQ Power+ | P     | Hamilton | 2 | 3 | 4 | 1   | 1 | 3 | 5 | 1 | Rit | 2 | 1 | 1 | 2 | 1 | 1 | 1 | 1 | 3 | 4 | 1 | 1 |  |  |  | 655   | 1º   |
| 2018 | W09 EQ Power+ | Mercedes M09 EQ Power+ | P     | Bottas   | 8 | 2 | 2 | 14* | 2 | 5 | 2 | 7 | Rit | 4 | 2 | 5 | 4 | 3 | 4 | 2 | 2 | 5 | 5 | 5 | 5 |  |  |  | 655   | 1º   |

| Anno | Vettura       | Motore                 | Gomme | Piloti   |   |   |   |   |   |   |   |   |   |   |     |   |   |   |   |   |   |   |   |     |   |  |  |  | Punti | Pos. |
| ---- | ------------- | ---------------------- | ----- | -------- | - | - | - | - | - | - | - | - | - | - | --- | - | - | - | - | - | - | - | - | --- | - |  |  |  | ----- | ---- |
| 2019 | W10 EQ Power+ | Mercedes M10 EQ Power+ | P     | Hamilton | 2 | 1 | 1 | 2 | 1 | 1 | 1 | 1 | 5 | 1 | 9   | 1 | 2 | 3 | 4 | 1 | 3 | 1 | 2 | 7   | 1 |  |  |  | 739   | 1º   |
| 2019 | W10 EQ Power+ | Mercedes M10 EQ Power+ | P     | Bottas   | 1 | 2 | 2 | 1 | 2 | 3 | 4 | 2 | 3 | 2 | Rit | 8 | 3 | 2 | 5 | 2 | 1 | 3 | 1 | Rit | 4 |  |  |  | 739   | 1º   |

| Anno | Vettura            | Motore                      | Gomme | Piloti   |   |   |   |    |   |   |   |   |   |   |     |   |   |    |   |   |   |  |  |  |  |  |  |  | Punti | Pos. |
| ---- | ------------------ | --------------------------- | ----- | -------- | - | - | - | -- | - | - | - | - | - | - | --- | - | - | -- | - | - | - |  |  |  |  |  |  |  | ----- | ---- |
| 2020 | W11 EQ Performance | Mercedes M11 EQ Performance | P     | Hamilton | 4 | 1 | 1 | 1  | 2 | 1 | 1 | 7 | 1 | 3 | 1   | 1 | 1 | 1  | 1 |   | 3 |  |  |  |  |  |  |  | 573   | 1º   |
| 2020 | W11 EQ Performance | Mercedes M11 EQ Performance | P     | Russell  |   |   |   |    |   |   |   |   |   |   |     |   |   |    |   | 9 |   |  |  |  |  |  |  |  | 573   | 1º   |
| 2020 | W11 EQ Performance | Mercedes M11 EQ Performance | P     | Bottas   | 1 | 2 | 3 | 11 | 3 | 3 | 2 | 5 | 2 | 1 | Rit | 2 | 2 | 14 | 8 | 8 | 2 |  |  |  |  |  |  |  | 573   | 1º   |

| Anno | Vettura           | Motore                     | Gomme | Piloti   |   |     |   |   |     |    |   |   |   |    |     |    |   |     |   |   |   |    |    |     |   |   |  |  | Punti | Pos. |
| ---- | ----------------- | -------------------------- | ----- | -------- | - | --- | - | - | --- | -- | - | - | - | -- | --- | -- | - | --- | - | - | - | -- | -- | --- | - | - |  |  | ----- | ---- |
| 2021 | W12 E Performance | Mercedes M12 E Performance | P     | Hamilton | 1 | 2   | 1 | 1 | 7   | 15 | 2 | 2 | 4 | 12 | 2   | 3  | 2 | Rit | 1 | 5 | 2 | 2  | 1  | 1   | 1 | 2 |  |  | 613,5 | 1º   |
| 2021 | W12 E Performance | Mercedes M12 E Performance | P     | Bottas   | 3 | Rit | 3 | 3 | Rit | 12 | 4 | 3 | 2 | 3  | Rit | 12 | 3 | 31  | 5 | 1 | 6 | 15 | 31 | Rit | 3 | 6 |  |  | 613,5 | 1º   |

| Anno | Vettura           | Motore                     | Gomme | Piloti   |   |    |   |    |   |   |   |   |   |     |    |   |   |     |   |   |    |   |   |   |    |     |  |  | Punti | Pos. |
| ---- | ----------------- | -------------------------- | ----- | -------- | - | -- | - | -- | - | - | - | - | - | --- | -- | - | - | --- | - | - | -- | - | - | - | -- | --- |  |  | ----- | ---- |
| 2022 | W13 E Performance | Mercedes M13 E Performance | P     | Russell  | 4 | 5  | 3 | 4  | 5 | 3 | 5 | 3 | 4 | Rit | 4  | 3 | 3 | 4   | 2 | 3 | 14 | 8 | 5 | 4 | 1  | 5   |  |  | 515   | 3º   |
| 2022 | W13 E Performance | Mercedes M13 E Performance | P     | Hamilton | 3 | 10 | 4 | 13 | 6 | 5 | 8 | 4 | 3 | 3   | 38 | 2 | 2 | Rit | 4 | 5 | 9  | 5 | 2 | 2 | 23 | 18* |  |  | 515   | 3º   |

| Anno | Vettura           | Motore                     | Gomme | Piloti   |   |   |     |    |   |   |   |     |    |   |   |    |    |   |     |   |      |     |   |      |   |   |  |  | Punti | Pos. |
| ---- | ----------------- | -------------------------- | ----- | -------- | - | - | --- | -- | - | - | - | --- | -- | - | - | -- | -- | - | --- | - | ---- | --- | - | ---- | - | - |  |  | ----- | ---- |
| 2023 | W14 E Performance | Mercedes M14 E Performance | P     | Russell  | 7 | 4 | Rit | 84 | 4 | 5 | 3 | Rit | 78 | 5 | 6 | 68 | 17 | 5 | 16* | 7 | 4    | 58  | 6 | Rit4 | 8 | 3 |  |  | 409   | 2º   |
| 2023 | W14 E Performance | Mercedes M14 E Performance | P     | Hamilton | 5 | 5 | 2   | 67 | 6 | 4 | 2 | 3   | 8  | 3 | 4 | 47 | 6  | 6 | 3   | 5 | Rit5 | SQ2 | 2 | 87   | 7 | 9 |  |  | 409   | 2º   |

| Anno | Vettura           | Motore                     | Gomme | Piloti   |   |   |     |   |    |   |   |   |   |   |    |     |   |    |   |   |   |   |      |   |    |   |     |   | Punti | Pos. |
| ---- | ----------------- | -------------------------- | ----- | -------- | - | - | --- | - | -- | - | - | - | - | - | -- | --- | - | -- | - | - | - | - | ---- | - | -- | - | --- | - | ----- | ---- |
| 2024 | W15 E Performance | Mercedes M15 E Performance | P     | Russell  | 5 | 6 | 17* | 7 | 68 | 8 | 7 | 5 | 3 | 4 | 14 | Rit | 8 | SQ | 7 | 7 | 3 | 4 | 65   | 5 | 46 | 1 | 43  | 5 | 468   | 4º   |
| 2024 | W15 E Performance | Mercedes M15 E Performance | P     | Hamilton | 7 | 9 | Rit | 9 | 92 | 6 | 6 | 7 | 4 | 3 | 46 | 1   | 3 | 1  | 8 | 5 | 9 | 6 | Rit6 | 4 | 10 | 2 | 126 | 4 | 468   | 4º   |

| Anno | Vettura           | Motore                     | Gomme | Piloti    |   |    |   |    |   |    |     |    |     |   |     |     |    |    |  |  |  |  |  |  |  |  |  |  | Punti | Pos. |
| ---- | ----------------- | -------------------------- | ----- | --------- | - | -- | - | -- | - | -- | --- | -- | --- | - | --- | --- | -- | -- |  |  |  |  |  |  |  |  |  |  | ----- | ---- |
| 2025 | W16 E Performance | Mercedes M16 E Performance | P     | Russell   | 3 | 34 | 5 | 2  | 5 | 34 | 7   | 11 | 4   | 1 | 5   | 10  | 5  | 3  |  |  |  |  |  |  |  |  |  |  | 236   |      |
| 2025 | W16 E Performance | Mercedes M16 E Performance | P     | Antonelli | 4 | 67 | 6 | 11 | 6 | 67 | Rit | 18 | Rit | 3 | Rit | Rit | 16 | 10 |  |  |  |  |  |  |  |  |  |  | 236   |      |

| Legenda | 1º posto     | 2º posto | 3º posto    | A punti         | Senza punti/Non class.  | Grassetto – Pole position Corsivo – Giro più veloce Apice – Risultato Sprint (A punti) |
| Legenda | Squalificato | Ritirato | Non partito | Non qualificato | Solo prove/Terzo pilota | Grassetto – Pole position Corsivo – Giro più veloce Apice – Risultato Sprint (A punti) |

* – Indica il pilota ritirato ma ugualmente classificato avendo coperto, come previsto dal regolamento, almeno il 90% della distanza di gara.

### Come fornitore di motori
| Costruttore   | Stagioni         | Disputati | Vittorie | Pole position | Giri veloci | Campionato mondiale costruttori | Campionato mondiale piloti |
| ------------- | ---------------- | --------- | -------- | ------------- | ----------- | ------------------------------- | -------------------------- |
| Mercedes      | 1954-1955, 2010- | 331       | 130      | 142           | 113         | 8 (2014-2021)                   | 9 (1954-1955, 2014-2020)   |
| Sauber        | 1994             | 15        | 0        | 0             | 0           | -                               | -                          |
| McLaren       | 1995-2014, 2021- | 455       | 96       | 93            | 107         | 2 (1998, 2024)                  | 3 (1998-1999, 2008)        |
| Brawn         | 2009             | 17        | 8        | 5             | 4           | 1 (2009)                        | 1 (2009)                   |
| / Force India | 2009-2018        | 194       | 0        | 1             | 5           | -                               | -                          |
| Williams      | 2014-            | 242       | 0        | 1             | 2           | -                               | -                          |
| Lotus         | 2015             | 19        | 0        | 0             | 0           | -                               | -                          |
| Manor         | 2016             | 21        | 0        | 0             | 0           | -                               | -                          |
| Aston Martin  | 2019-            | 142       | 1        | 1             | 3           | -                               | -                          |
| Totale        | 1954-1955, 1994- | 601       | 235      | 243           | 234         | 11                              | 13                         |
| Fonti:        |                  |           |          |               |             |                                 |                            |

## Loghi

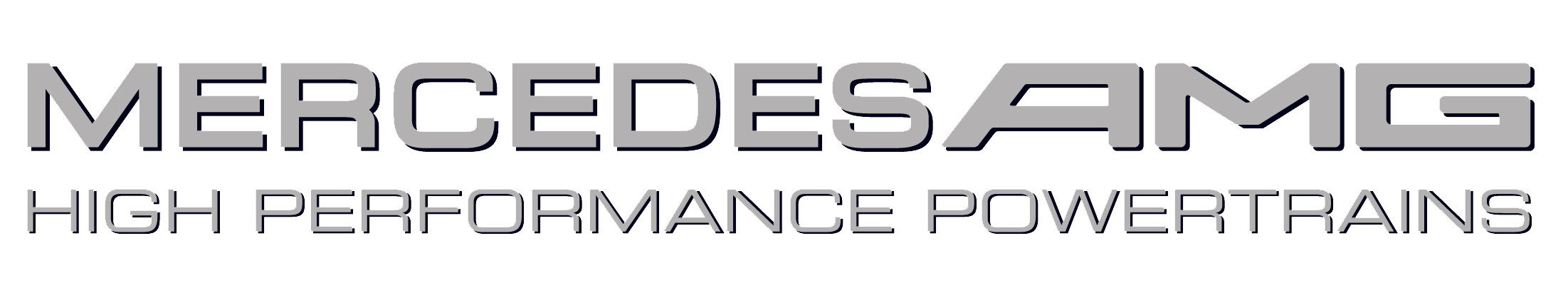
Il logo del motorista Mercedes AMG High Performance Powertrains in uso dal 1993
Il composit logo di Mercedes GP Petronas Formula One Team usato dal 2010 al 2011
Il composit logo di Mercedes AMG Petronas Motorsport usato dal 2018 al 2019
Il composit logo di Mercedes-AMG Petronas Formula One Team in uso dal 2020